# Història del futbol a Catalunya
El futbol és un dels esports més populars a Catalunya, sobretot com a espectacle. Tot i que es va introduir al segle xix, no és fins a mitjan segle xx que esdevé un esport de masses, sobretot gràcies a la rivalitat entre el Barça i el RCD Espanyol, i a les retransmissions televisives.

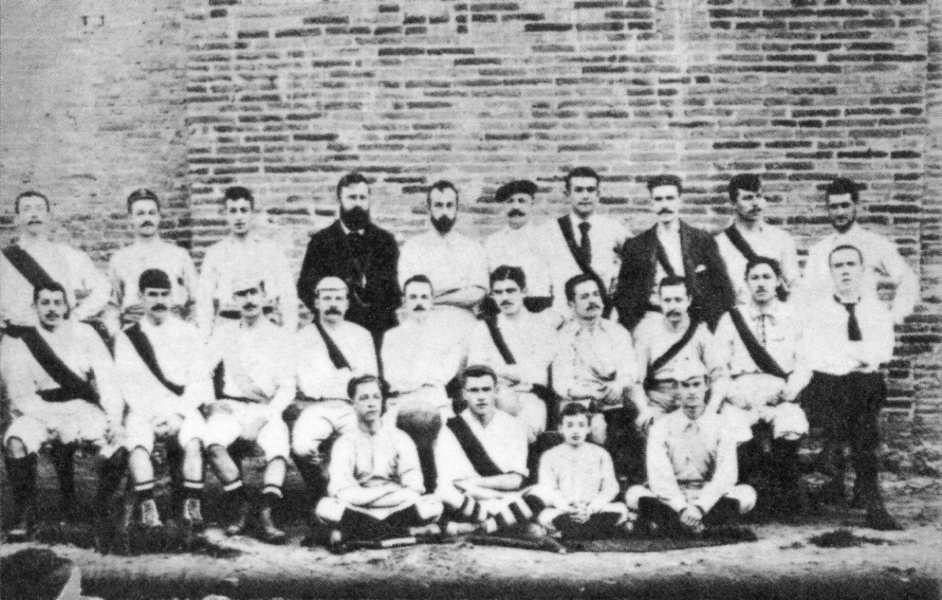
Membres del British Club formaren els primers equips (1893)

## Els inicis
| Any  | Club                               |
| ---- | ---------------------------------- |
| 1892 | British Club                       |
| 1895 | Societat de Foot-ball de Barcelona |
| 1895 | Agrupació de Torelló               |
| 1898 | Palamós FC                         |

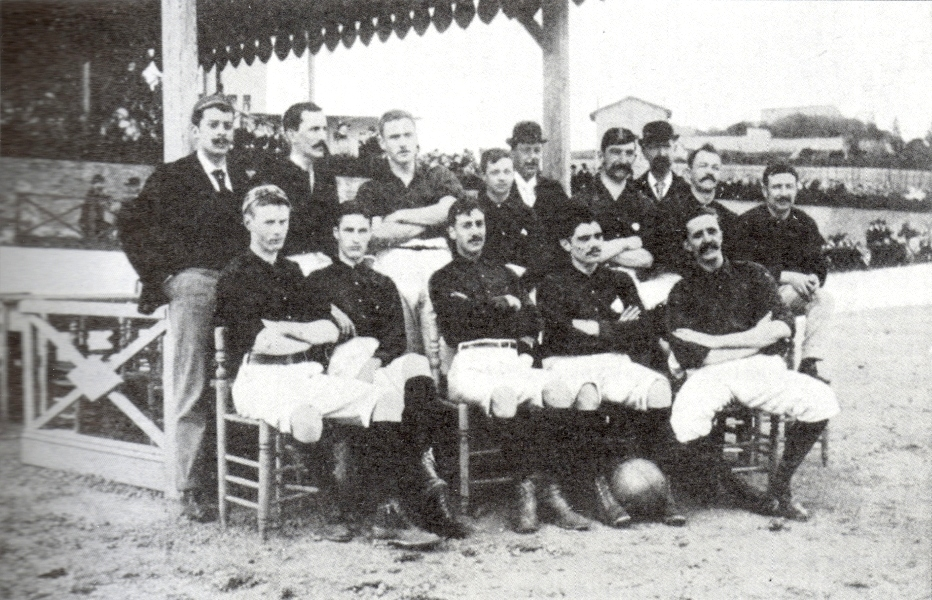
Membres de la SF de Barcelona el 1895

El futbol entra a Catalunya a finals del segle xix de mà de la colònia britànica que hi treballava i residia, així com de catalans que havien tornat d'estudiar a l'estranger. A partir de l'hivern de 1892 hi ha notícies de partits jugats a Can Tunis, obra de socis del Reial Club de Regates i de membres del British Club ubicat a la Rambla dels Caputxins. El 26 de març de 1895, la revista El Diluvio parla d'un encontre de foot-ball disputat al Velòdrom de la Bonanova entre la Societat de Foot-ball de Barcelona (amb camisa vermella) i l'Agrupació de Torelló (amb camisa blanca), amb resultat final de 8 a 3 a favor dels primers.
El 1895 la Revista de Sport de Reus informava del començament d'aquest esport a la capital del Baix Camp.
Però el primer club català com a tal, l'hem de situar a la Costa Brava quan, el 1898, Gaspar Matas i Danés funda el Palamós FC. El seu primer partit fou contra la Fàbrica Armstrong de Palafrugell vencent el Palamós per 2 a 1.
Uniformes dels principals clubs de la Catalunya durant la ultima dècada del Segle XIX:
| SF Barcelona | Associació de Torelló | British Club |

### L'impuls definitiu a Barcelona
| Any  | Club                                                            |
| ---- | --------------------------------------------------------------- |
| 1898 | Team Anglès                                                     |
| 1899 | Foot-ball Club Barcelona                                        |
| 1899 | Foot-ball Club Català                                           |
| 1900 | Escocès Foot-ball Club (ex Sant Andreu FC)                      |
| 1900 | Hispània Athletic Club (ex Team Roig)                           |
| 1900 | Societat Espanyola de Foot-ball                                 |
| 1900 | Aplec Escolar de Foot-ball                                      |
| 1900 | Societat Deportiva Santanach                                    |
| 1901 | Club Espanyol de Foot-ball                                      |
| 1901 | Club Universitari de Foot-ball                                  |
| 1901 | Societat Franco-Espanyola de Foot-ball                          |
| 1901 | Club Hispano-Americà                                            |
| 1901 | Team Comercial                                                  |
| 1901 | Internacional Foot-ball Club                                    |
| 1901 | Irish Foot-ball Club (fusió Club Catalunya i Espanyol Infantil) |
| 1901 | Club Penitents                                                  |
| 1901 | Putxet SC                                                       |
| 1901 | Ibèria SC                                                       |
| 1901 | Catalònia Foot-ball Club                                        |
| 1901 | Red Star Club (ex Team Anglès Infantil)                         |
| 1901 | Club Nacional de Foot-ball                                      |
| 1901 | Club Condal de Foot-ball                                        |
| 1901 | Club Elèctric                                                   |

La ciutat on el futbol experimentà un creixement més gran i fort, ja des dels seus inicis fou, lògicament, la ciutat de Barcelona. Amb una societat civil molt inquieta i emprenedora la pràctica de l'esport no en quedà al marge, en uns moments on el moviment higienista estava en alça.

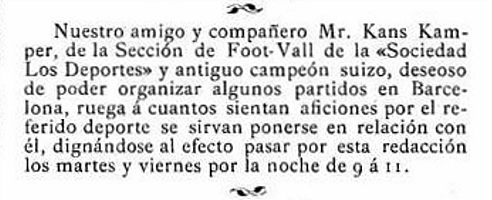
Anunci al diari Los Deportes on Hans Gamper recluta adeptes al futbol

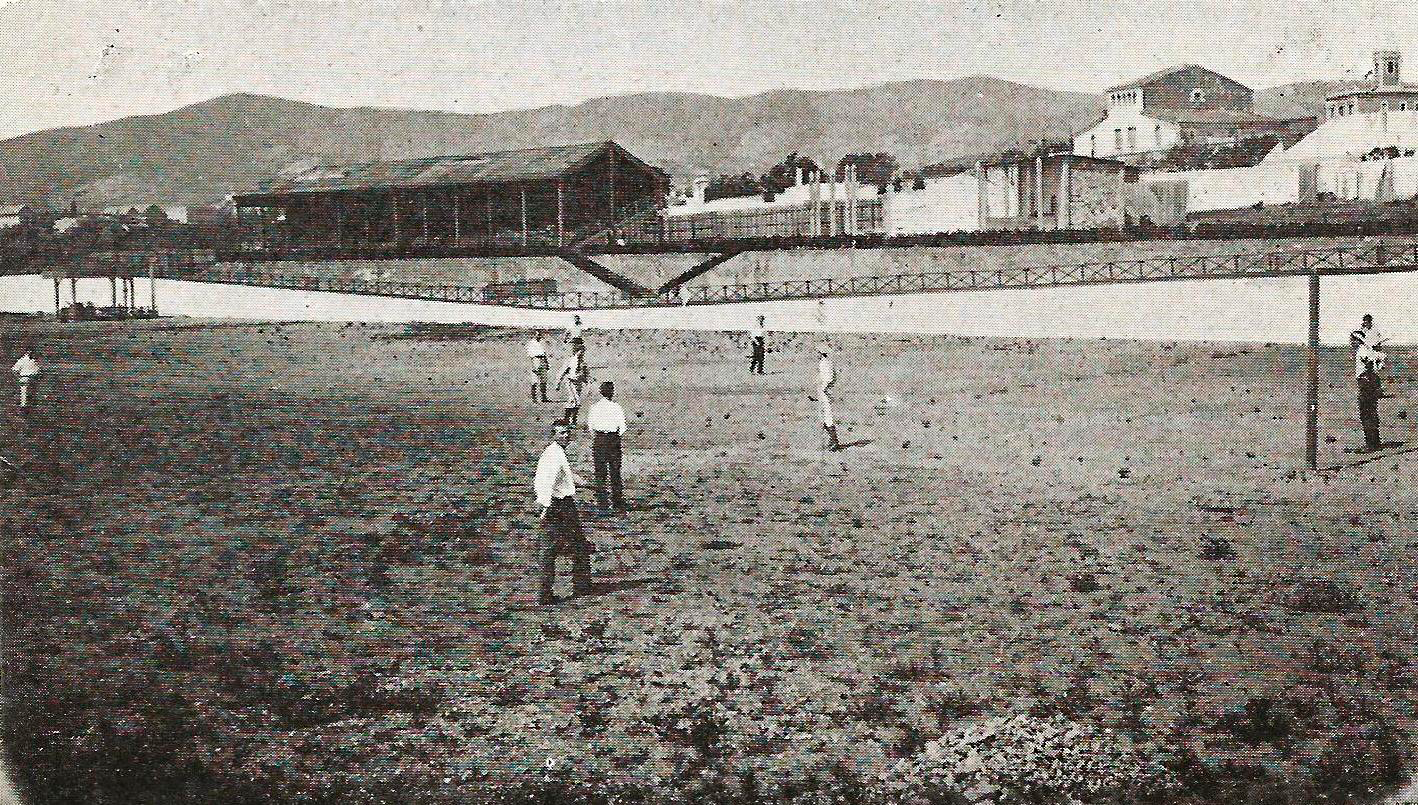
Velòdrom de la Bonanova

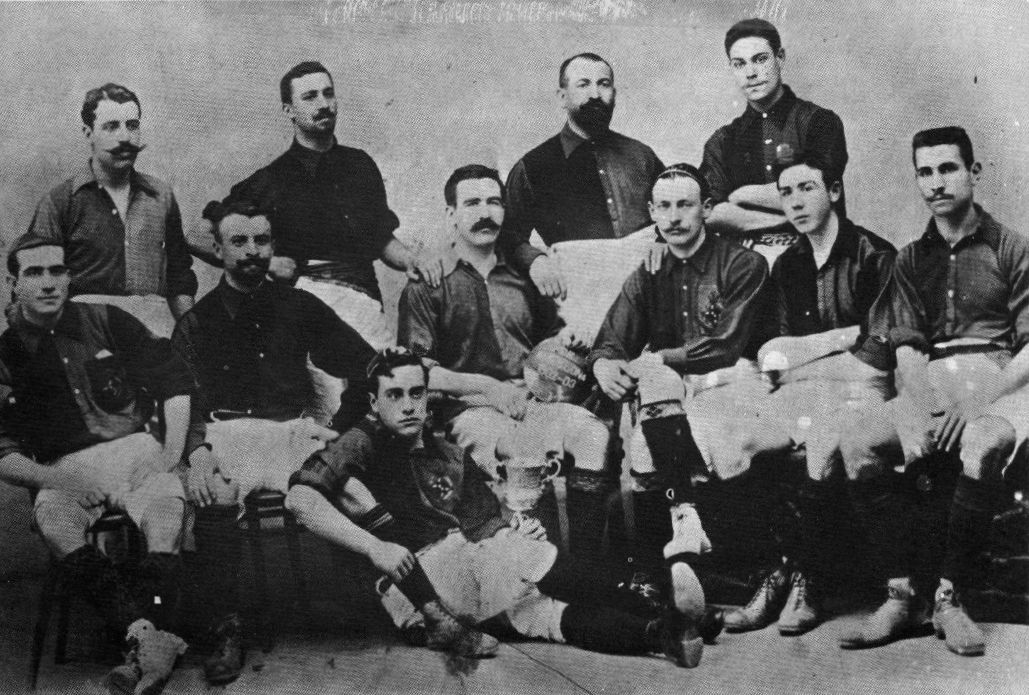
Equip del FC Barcelona l'any 1903

Els diferents equips anaven conformant-se de manera irregular, fins que començà el degoteig d'inscripcions oficials. Així fou com el 29 de novembre de 1899, Hans Gamper, un home de negocis suís instal·lat a Barcelona i que ja havia practicat diversos esports abans d'arribar a la ciutat, fundà el FC Barcelona al Gimnàs Solé, després que Jaume Vila i Capdevila, qui fundà el FC Català al Gimnàs Tolosa el 17 de desembre d'aquell mateix any, no el deixés jugar en el seu equip per la seva condició d'estranger. El Català va desaparèixer a finals dels anys 20. Ambdós clubs mantingueren una molt forta rivalitat a inicis de segle on destacà la polèmica per qui era el club degà de la ciutat comtal, polèmica que quedà resolta a favor del Barcelona, en haver estat el primer club inscrit al registre civil.
Vida efímera tingué el Team Anglès, format per membres d'aquesta colònia que venia jugant des del 1898, però mai es van constituir com a societat. El gener de 1900 treballadors escocesos de la fàbrica de filatures de Sant Andreu, una de les colònies estrangeres més actives a Barcelona, crearen el Sant Andreu Foot-ball Club que immediatament es convertí en Escocès FC; i més tard, a cavall entre setembre i octubre, l'Hispània Athletic Club, evolució de l'anomenat Team Roig.

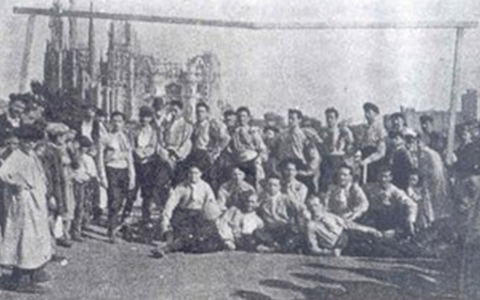
Can Grassot, el primer camp de l'Espanyol, amb la Sagrada Família al fons

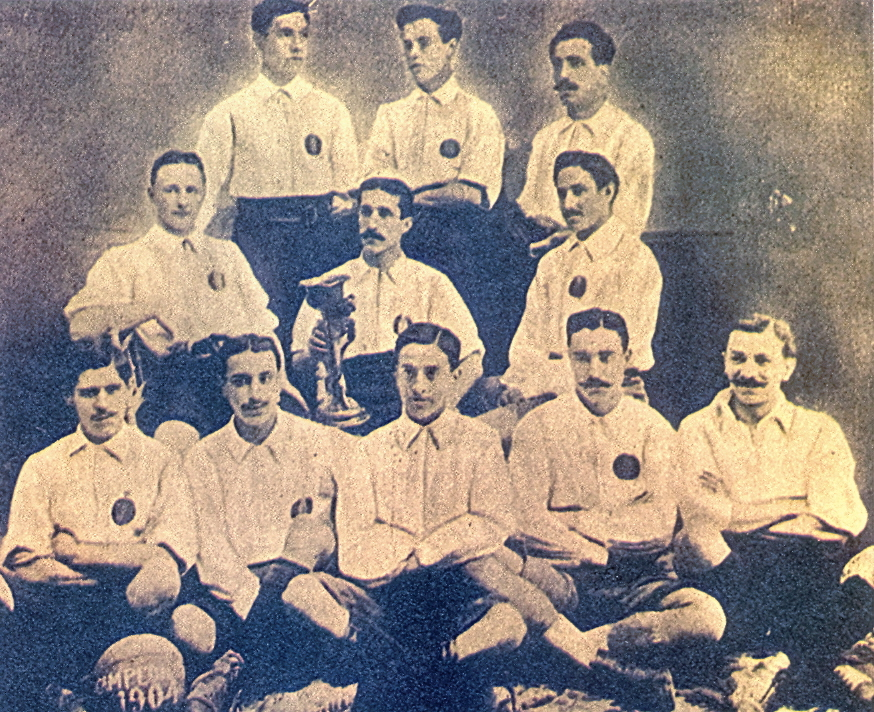
L'Espanyol campió de Catalunya 1903-1904

El 13 d'octubre del mateix any es constituí oficialment la Societat Espanyola de Foot-ball, embrió del futur RCD Espanyol de Barcelona. Menció especial per al primer partit entre els que en el futur seran els dos clubs més importants de Catalunya, FC Barcelona i RCD Espanyol. Es disputà el 23 de desembre de 1900 al camp de l'Hotel Casanovas i finalitzà amb empat a zero. El Barcelona jugà sense estrangers en deferència a l'Espanyol. Eren moments de bones relacions entre els dos clubs. Les alineacions foren: Futbol Club Barcelona: Reig; Negre, Caralt; Vidal, Cabot, Elías; Llorens, Blanco, Quintana, Margarit i Durà. Societat Espanyola: Galobardes; Carril, Álvarez; Aballí, Lizarraga, Bernat; Ruiz, Montells, Rodríguez, Robert i Ponz.
| Any  | Club                      |
| ---- | ------------------------- |
| 1902 | Foot-ball Club X          |
| 1902 | Club Algerià de Foot-ball |
| 1902 | Club Guadalajara          |
| 1902 | Sant Jordi FC             |
| 1902 | Escolar                   |
| 1902 | Joventut FC               |
| 1902 | Montserratí               |
| 1902 | Regional FC               |
| 1902 | Salut Sport Club          |
| 1902 | Torino                    |
| 1902 | FC Central                |
| 1902 | FC Sant Gervasi           |
| 1902 | Club Turó                 |
| 1902 | Catalunya Foot-ball Club  |
| 1902 | Barcelonès                |
| 1902 | Atlant                    |
| 1902 | Zuric                     |
| 1902 | Rowing Foot-ball Club     |
| 1903 | Ibèric FC                 |
| 1903 | Bonanova                  |
| 1905 | Futbol Club Espanya       |
| 1907 | Club Esportiu Europa      |
| 1907 | FC Numància               |

Aquests primers anys foren molt prolífics a la ciutat comtal. Fins al 1903 es van fundar entre d'altres els següents equips a la ciutat de Barcelona:
- Temporada 1900-1901: Societat Deportiva Santanach (1900, sorgit al gimnàs del mateix nom, desaparegué el 1901 ingressant els seus millors jugadors a l'Espanyol), Aplec Escolar de Foot-ball (1900)[5] esdevingut Universitari SC (fundat el 1901 per Carles Comamala i lligat a la Universitat de Barcelona, competí com a Athletic Club Galeno entre 1907 i 1909; als inicis lluïa camisa blau cel i pantaló blanc i posteriorment samarreta blava i groga, essent bressol de Zamora), Societat Franco-Espanyola de Foot-ball (1901),[5] Club Hispano-Americà, Team Anglès Infantil (1901)[5] i Team Comercial (1901).[5]
- Temporada 1901-1902:[7] Irish FC (1901-1903, fundat a partir de la fusió del Club Catalunya i Espanyol Infantil,[8][9] vestia camisa meitat blanca meitat vermella amb pantaló blanc).[10][11] FC Internacional (1901-1906, del barri de Sants, ressorgí anys més tard i acabà fusionant-se amb la UE Sants; als inicis vestia camisa verda i pantaló negre o blanc,[12] i posteriorment samarreta blanca amb un estel de cinc puntes; fou el club de figures com Bru, Wallace, Peris, Samitier, Tonijuan o Carulla), Ibèria SC (nascut el 1901 de la fusió entre Putxet SC (1901) i Club Penitents (1901), vestia camisa vermella amb franja blanca;[5][13] va començar a jugar en un camp prop de l'actual carrer de Gomis),[14][15] Catalònia FC (fundat a finals de 1901 per Ricard Cabot, vestia camisa groga amb franges blaves i pantaló blau; destacà a les seves files Chavito Rodríguez),[5][16] Red Star Club (1901, nascut de l'antic Team Anglès Infantil,[5] uniforme blanc amb un estel vermell al pit),[17] Club Nacional de Foot-ball (1901),[5] ambdós desapareguts el mateix 1902,[18] Club Condal de Foot-ball (1901),[5] Club Elèctric (1901),[5] FC X (1902-1909, anomenat X Sporting Club a partir de 1908,[19] lluïa camisa blanca amb una X al pit i de vegades també una de negra; fou tres cops consecutius campió de Catalunya), Catalunya Foot-ball Club (1902),[5] Club Algerià de Foot-ball (1902),[5] Club Guadalajara (1902),[5][18][20] Sant Jordi FC (1902, tenia el camp a la Plaça d'Armes del Parc de la Ciutadella),[5][21] Escolar (1902),[5] Montserratí (1902,[5] el 1903 se li uniren Nacional i Montseny),[22] Regional FC (1902),[5] Joventut FC (1902-1906)[5] i Salut SC (1902-1909, vestia de vermell i blanc).[5][11][23]

- Temporada 1902-1903: Torino (1902,[5] el nom li prové del popular Cafè Torino; van jugar al club homes com Forns, Marial o Quirante), FC Central (1902,[5] vestia camisa meitat blanca meitat vermella; campió de Segona Categoria el 1909),[24] FC Sant Gervasi (1902),[5] Club Turó (1902),[5] Barcelonès (1902),[5] Atlant (1902),[5] Zurich (1902),[5] Rowing FC (1902),[5] Ibèric FC (1903)[5] I Bonanova (1903).[5]

El setembre de 1905 tres estudiants (Graells, Rossendo i Just) funden el FC Espanya. Adquirí un camp de joc al carrer d'Entença amb València. En el seu primer partit derrotà el segon equip del Barcelona per 3 a 2. A partir de 1923 es faria famós amb el nom de Gràcia FC. El 5 de juny de 1907 neix un altre dels històrics catalans, el CE Europa, en fusionar-se dos petits clubs, el Provençal i el Madrid. També el 1907 apareix el FC Numància (al barri de Gràcia).
Uniformes dels principals clubs de la ciutat de Barcelona durant la primera dècada del Segle XX:
| FC Barcelona | FC Català | Escocès FC | Hispània AC | Club Espanyol | C. Universitari | Internacional | FC X |  |

| Salut SC | FC Irish | Ibèria SC | Catalònia FC | Red Star Club | FC Central | AC Galeno | RCD Espanyol |  |

### Els inicis a les comarques barcelonines
| Any  | Club                      |
| ---- | ------------------------- |
| 1900 | FC Pobla (de Lillet)      |
| 1901 | Centre d'Esports Sabadell |
| 1903 | Football Bétulo Sport     |
| 1904 | Societat FC Vilafranca    |
| 1905 | CE Malgrat                |
| 1905 | Poli SC de Manresa        |
| 1906 | Young's Club de Terrassa  |
| 1906 | Hispània FBC de Vilanova  |
| 1907 | Manresa Football Club     |
| 1908 | FC Badalona               |
| 1908 | FC Santboià               |
| 1909 | FC Espanya de Sabadell    |
| 1909 | Athletic FC de Sabadell   |
| 1909 | Catalònia EC de Manresa   |
| 1911 | FC Terrassa               |
| 1916 | Centre d'Esports Manresa  |

El 1901 Joan Saus i altres joves crearen el Centre d'Esports Sabadell CF, que no fou legalitzat fins al 1903. També a Sabadell, el 1909 nasqueren el FC Espanya i l'Athletic FC, i ja als anys 10, el Salut FC. El 1902 es jugà el primer partit de futbol a Terrassa, per estudiants de l'Escola Industrial. El 1906 un grup d'aquests joves crearen el Johny's FC, i després el Young's Club als terrenys d'En Belil, embrions del futur Terrassa Futbol Club (1911).
El 1908 nasqué el FC Santboià, que vestia amb samarreta vermella, blanca i blava. El 15 de maig de 1903 nasqué el Football Bétulo Sport —com una escissió del Bétulo Sport, dedicat al ciclisme, que havia creat aquesta secció el 1900— sota l'impuls de Francesc Vinyes Bosch i inscrivint-se a la Federació el 1908 ja com a FC Badalona. Primer dugué uniforme blau i vermell a ratlles amb pantaló blau i no fou fins al 1913 que adoptà el blau escapolat. El 1905 es fundà el CE Malgrat.
El 1900 nasqué el FC Pobla de La Pobla de Lillet, que els anys 30 competirà amb la U.D. Pobletana (d'esquerres). Aquest mateix any es començà a practicar futbol al col·legi Sant Ignasi de Manresa i als Maristes. El 9 de novembre de 1905 que es fundà el Poli Sport Club, que el 1907 donà lloc al Manresa Football Club. El 1909 es fundà el Catalònia Esports Club, també a la capital del Bages. Ambdós clubs es fusionaren el 1916, donant lloc a l'actual Centre d'Esports Manresa.
També el 1900 es començà a practicar futbol a Vilafranca del Penedès i el 9 d'agost de 1904 es fundà la Societat FC Vilafranca, que ingressà a la Federació el 1917.
L'agost de 1901, durant els actes de la Festa Major de Vilanova i la Geltrú, se celebrà el primer partit en aquesta localitat amb un enfrontament entre el RCD Espanyol i el Català. D'ençà aquest esdeveniment joves de l'Escola Industrial de Vilanova començaren a practicar el futbol i crearen dos equips, el Vulcà Club (mecànics) i l'Atlètic Club (elèctrics). El 1906 es creà l'Hispània F.B.C. i més endavant existí el CF Pescadores de Vilanova.
| CS Sabadell | FC Terrassa | FC Athletic S. | FC Badalona | FC Manresa | FC Santboià |

### Els inicis a la resta de Catalunya
| Any  | Club                      |
| ---- | ------------------------- |
| 1905 | El Pedal SD de Tarragona  |
| 1905 | CE Hispània de Tarragona  |
| 1906 | Tarragona Futbol Club     |
| 1906 | CD Minerva de Tarragona   |
| 1907 | FC Catalunya de Tarragona |
| 1907 | Atlètic FC de Tarragona   |
| 1909 | Strong FC de Girona       |
| 1909 | Club Deportiu Reus        |

El 1898, com ja s'ha esmentat, Gaspar Matas i Danés fundà a Palamós el primer club de la ciutat i de Catalunya. Pocs anys després trobem els primers clubs a Girona com l'AC Gironí, l'històric Strong FC (1909), Agrupació Joventut, Sport FC (seminaristes), Atlètic (classe obrera), Club Patronat (social-catòlic), Gerunda, Olímpic, Catalònia, Estudiantil o Industrial. Els primers partits es disputaren al camp de Mart de la Devesa.

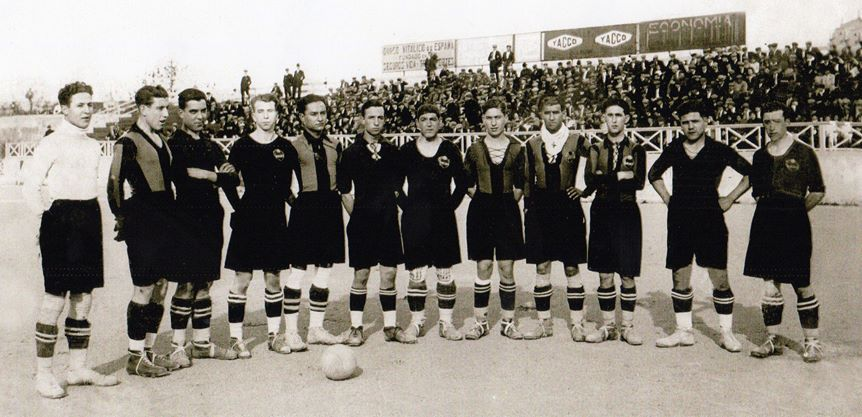
Tarragona FC el 1926.

A Tarragona ciutat el primer matx de futbol fou el pertanyent a la primera Copa Macaya entre els Afeccionats Unionistes de Foot-ball de Tarragona i el Club Espanyol de Barcelona, partit que suposava també el primer desplaçament d'un equip barceloní fora de la ciutat comtal. Es jugà el 10 de febrer de 1901 amb victòria espanyolista per 0 a 2. Just un mes després, el 10 de març, es jugà el segon partit a Tarragona, entre els mateixos Afeccionats Unionistes i un altre equip local de curta durada, l'Intrèpith, amb victòria d'aquest per 2 a 5. Aquests primers anys trobem clubs com El Pedal SD (1905), CE Hispània (1905-1910, dels federalistes), CD Minerva (1906-1909, dels estudiants catòlics), FC Catalunya (1907-1909) o Atlètic FC (1907, del Centre Català). Tanmateix, entre tots els equips que aparegueren a la ciutat a inicis de segle en destacà el Tarragona Futbol Club (1906-1912, 1914-1936). Lluïa samarreta a franges verticals fines vermelles i negres, i pantaló negre. Durant el franquisme desaparegué a causa de la seva ideologia d'esquerres. Tot i que reviscolà diferents cops (1941, 1976, 1985), restà sempre en categories inferiors i actualment juga a Constantí. Figura emblemàtica de l'esport a Tarragona fou el suís William Tarin, fundador del Club Pedal, Club Velocipedista, Tarragona FC i la secció de futbol del Gimnàstic.
A Reus se celebraren els primers festivals de futbol el 1907 i el 23 de novembre de 1909 nasqué, oficialment, el CD Reus (futur Reus Deportiu). Dedicat, inicialment, al foment del futbol, agrupà als seus inicis alguns elements que havien pertangut al Reus Sport Club, entitat de màxima potencialitat un parell d'anys abans.
| Palamós FC | FC Tarragona | Strong FC |  |

## Anys 10: Nous temps i nova rivalitat Barça-Espanyol
| Any  | Club                       |
| ---- | -------------------------- |
| 1909 | Star FBC                   |
| 1909 | FC Andreuenc               |
| 1909 | Club Esportiu Júpiter      |
| 1909 | FC Martinense              |
| 1909 | FC Provençal               |
| 1910 | FBC Iluro de Barcelona     |
| 1911 | New Catalònia FBC          |
| 1911 | Catalunya Sporting Club    |
| 1911 | L'Avenç del Sport          |
| 1911 | Casual SC                  |
| 1912 | T.B.H.                     |
| 1912 | R. Polo Jockey Club        |
| 1913 | Atlètic Sporting Club      |
| 1914 | Centre de Sports Martinenc |
| 1915 | Centre de Sports de Sants  |
| 1916 | Atlètic del Turó           |
| 1916 | Hortense                   |
| 1917 | Sport Club Hospitalenc     |
| 1917 | CD Torrassenc              |
| 1917 | CF Junior                  |
| 1917 | FC Martinenc               |
| 1918 | Catalunya de Les Corts     |
| 1918 | CF Sarrià                  |
| 1918 | CF Barceloneta             |
| 1920 | UE Poble Nou               |
| 1920 | CD Olímpic                 |
| 1920 | CD Rayo                    |

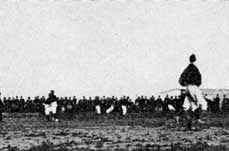
Camp de la carretera d'Horta

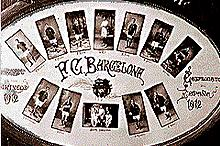
Equip campió del FC Barcelona de l'any 1912

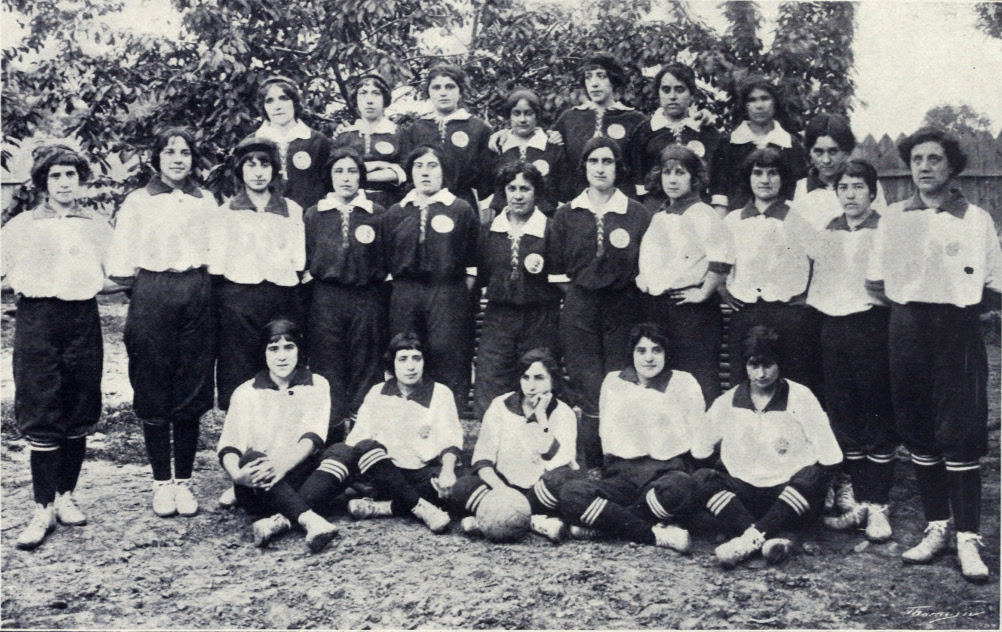
Spanish Girl's (1914).

La segona dècada del segle vint vingué caracteritzada, quant al futbol a casa nostra, pel naixement de la rivalitat entre Barça i Espanyol. Per aquells anys els dos clubs ja s'havien convertit en els més importants de Catalunya i això comportà molts enfrontaments i disputes entre ells. A la temporada 1911-1912 es produïren els incidents de la Copa Ciudad-La Riva, competició a dos partits entre el Barcelona i l'Espanyol. Els partits foren duríssims i els guanyà tots dos l'Espanyol per 1-0 i 4-0. A causa d'aquests incidents es trencaren les relacions entre ambdós clubs.

### El futbol creix a Barcelona
quartPerò el futbol no és només cosa de dos. A Barcelona seguiren creant-se nous clubs com l'Atlètic Sporting Club (1913) de la Casa de Família de Sants, el New Catalònia (1911) a Les Corts, el Tibidabo (1911), el Catalunya Sporting Club (1911) o L'Avenç del Sport (1911) a Sant Andreu, nascut d'una escissió d'alguns jugadors del FC Andreuenc (1907, oficialitzat el 1909). Ambdós es fusionaran el 1925 per donar vida a un dels clubs més històrics de la ciutat, la U.E. Sant Andreu. El 1909, membres de dos equips amateurs del Poblenou, l'Anglo-Espanyol i l'Stadium Nacional, decidiren la fundació del CE Júpiter, que el 1912 s'afilià a la Federació Catalana. Altres clubs més modestos foren: FBC Iluro (1910, amb samarreta verda, s'establí al Velòdrom de la Bonanova), Victòria, Star FBC (1909 - 1910), Sporting London, Ètica, Barcino, Stadium, Sparta, T.B.H. (1912), Casual SC (1911-1913), Centre de Sports de Sants (1915-1922) i R. Polo Jockey Club (la secció de futbol fou creada la temporada 12-13) el FC Provençal es crea l'any 1909.
Cap al 1913, apareix l'Spanish Girls, el primer equip femení de futbol. Aquest equip tingué com a entrenadors en Jack Greenwell i en Paco Bru. El 28 de juny de 1914 se celebra el primer partit amb llum artificial a la ciutat de Barcelona, amb el resultat FC Barcelona 5 - Internacional FC 2.
El 1916 es creà l'Atlètic del Turó i l'Hortense (desaparegut el 1918 a Horta), i el 1917 Barcelona s'enriqueix amb el Torrassenc i l'Hospitalenc, a Torre Bartrina; el CF Junior, a Torre Gironella (club que el 1965 es traslladà a Sant Cugat del Vallès); i el FC Martinenc, en fusionar-se FC Martinense i Centre de Sports Martinenc, que dataven del 1909 i 1914, respectivament.
El 1918 neix el Catalunya de Les Corts, el CF Sarrià i el CF Barceloneta. El 1920 apareix la UE Poble Nou (que ingressà a la Lliga Cultural Deportiva, guanyant el campionat a la primera temporada), el CD Olímpic (per celebrar l'èxit dels jugadors olímpics a Anvers) i el CD Rayo (creació d'uns quants jugadors del quart equip del FC Internacional).
| FC Espanya | CE Europa | Star FBC | Universitary | Internacional | Casual SC | FC Provençal | SC Hospitalenc | CD Rayo |

| FC Andreuenc |  | L'Avenç S. | CE Júpiter | CS Sants | FC Martinenc | Catalunya LC | CD Torrasenc | FBC Iluro | CD Olimpic |

### Desenvolupament al Maresme, Vallès i Baix Llobregat
| Any  | Club             | Any  | Club                |
| ---- | ---------------- | ---- | ------------------- |
| 1910 | Vilassar FC      | 1915 | CD Sentmenat        |
| 1910 | FC Llevantí      | 1915 | SC Caldes           |
| 1911 | CF Arenyenc      | 1915 | UE Premià           |
| 1911 | AE Castellar     | 1916 | CE Calella          |
| 1911 | Mataró FC        | 1916 | CF Santfeliuenc     |
| 1912 | Iluro Sport Club | 1916 | Sant Cugat Sport FC |
| 1912 | FC Vicentí       | 1917 | Rubí FC             |
| 1912 | Esbart FC        | 1918 | Esbart Popular FC   |
| 1913 | CE Mercantil     | 1919 | Canet FC            |
| 1913 | Granollers SC    | 1920 | CF Tordera          |
| 1913 | Mollet SC        | 1920 | CD Masnou           |

L'any 1911 el futbol entra a Arenys de Mar amb el CF Arenyenc. El mateix any neix l'AE Castellar del Vallès de la mà de Magí Mateu, si bé és cert que el veritable promotor/fundador fou el reverend Josep Torras i Vergès. El mateix any també es funda el Mataró FC (del Foment Mataroní), desaparegut el 1915. A pesar d'aquest fet, el futbol a Mataró no s'estanca i el 1912 neix l'històric Iluro Sport Club que desapareixerà el 1939 (existí un predecessor amb el mateix nom el 1901; també trobem el 1903 un club anomenat Mataroní). El 1912 trobem el FC Vicentí de Sant Vicenç dels Horts i el 1913 el Mercantil de Sabadell. El juny de 1912 es juga el primer partit de futbol a Rubí, un equip que no va ser legalitzat fins al 1917, amb el nom de Rubí FC, l'actual Unió Esportiva Rubí.
El 6 d'agost de 1912 es jugà a Sabadell el primer partit amb il·luminació artificial a Catalunya (i Espanya) al camp de la Creu Alta entre el Centre d'Esports Sabadell i l'Universitari amb victòria dels de Barcelona per 4 a 1. Pocs dies després es disputà el segon partit amb llum artificial entre el FC Barcelona i el Sabadell amb resultat 8 a 2.
I a Granollers també arriba el futbol. El 1913 es funda el Granollers FC de curta vida (dos anys i escaig) però embrió del Granollers Sport Club, el més representatiu de la ciutat, anomenat en l'actualitat com a Esport Club Granollers. També al Vallès neixen el Mollet SC (1913), el Centre de Deports Sentmenat (1915) i el SC Caldes de Caldes de Montbui (1915).
El 1915 neix a Premià de Mar la UE Premià, que el 1921 esdevindrà CE Premià. També al Maresme neix el 1916 el CE Calella, i a Sant Feliu de Llobregat el CF Santfeliuenc. El 1916 neix el Sant Cugat Sport FC (no es constituí oficialment fins al 1922), el 1919 neix el Canet FC, com a fusió del Foment Catalanista i els Germans Maristes, i el 1920 el CF Tordera (nascut el 1914, es federa aquest any) i el CD Masnou. A Vilassar de Mar els primers clubs foren el Vilassar FC (1910), el FC Llevantí (1910-15) i el Racing FC (1915). A Vilassar de Dalt trobem l'Esbart FC (1912 de l'escola laica l'Estrella) i el Costarenc (Centre Moral dels catòlics). Van desaparèixer el 1915. El 1918 l'Esbart reneix amb el nom Esbart Popular FC.

### Desenvolupament a la Catalunya Central, el Garraf i al Penedès
| Any  | Club                        | Any  | Club                    |
| ---- | --------------------------- | ---- | ----------------------- |
| 1910 | Montserrat Club             | 1916 | FC Sant Sadurní         |
| 1911 | Igualada FC                 | 1916 | FC Puig-reig            |
| 1911 | Club Esportiu Gironella     | 1916 | Club de Futbol Cardona  |
| 1911 | Centre d'Esports Súria      | 1916 | CD Navàs                |
| 1912 | SD Joventut Catòlica Obrera | 1916 | AD Monistrolenca        |
| 1913 | Esbarjo Marià Ausà          | 1918 | Sitges FC               |
| 1913 | Football Club Berga         | 1918 | Club Sportiu Ribes      |
| 1914 | CE Vendrell                 | 1920 | CE Noia                 |
| 1914 | Blanca Sitges               | 1920 | CS Sitgetà              |
| 1915 | Club Futbol Torelló         | 1923 | Unió Esportiva Ribetana |
| 1916 | Associació d'Alumnes Obrers | 1956 | Club Deportiu Ribes     |

Als anys 10, a Vilanova i la Geltrú trobem molts club, com el Montserrat Club (1910), Sporting, FC Vilanova, Club del Nens, FC Cayena (més tard Club Catalunya), Muntanyà, Esperança, Atlètic Club Vilanova, FC Venus, però el més destacat fou l'Associació d'Alumnes Obrers de l'Escola Industrial, fundat el 1916 i desaparegut el 1930, i que arribà a jugar a la segona categoria del futbol català. Ja el 1911 neix l'Igualada Football Club, que posteriorment adopta els noms Centre d'Esports Igualada (1912-15) i Ateneu Igualadí SF (des de 1920). El 1926, estudiants de l'Ateneu, funden un nou club pel qual recuperen l'antic nom d'Igualada Futbol Club. Ambdós clubs desapareixeren amb la guerra civil.
El 1914 veu la llum el CE Vendrell. El 1916 es crea a Sant Sadurní d'Anoia el FC Sant Sadurní (refundat el 1922) i el 1920 el CE Noia. Ambdós clubs es fusionaran el 1978 per formar la UE Sant Sadurní. A Sitges, el primer club que es té constància és la Blanca Sitges, el 1914, però de vida breu. El mateix any apareixen dos clubs més organitzats, el Racing FC i l'Atlètic. Ambdós es fusionen el 24-2-1918 per formar el Sitges FC. El 1920 es reanomenà com a CS Sitgetà i viurà fins al 1929.
A Sant Pere de Ribes, també aprofitaria aquesta embranzida i ja al febrer de 1911 hi ha documentat l'intent de fundació del Club Sportiu Ribas malgrat que les dificultats per disposar d´una estrcutura. van fer fracassar aquesta primera iniciativa només dos mesos després de la primera declaració d'intencions.
El esforços posterior tindran la seva fructificació el dia 7 de febrer de 1918, quan es constituí el Club Sportiu Ribas, sota la presidència de Cristòfol Cuadras. L'entitat, però, no disposava d´estatus propis, ni tampoc de camp de joc i depenia jurídicament de l'Ateneu.Malgrat las dificultats, la presidència de Miquel Beltran i Vidal va consolidar l'entitat, i van arribar a disputar-se partits amistosos amb equips de la comarca i, fins i tot, am altres equips del Penedès. El 7 de març de 1923, s'inaugura el primer camp de futbol a la ciutat, ubicat a la carretera de Sitges, que va sorgir de l'acord entre l'Ajuntament i l'entitat esportiva de la ciutat, la Unió Esportiva Ribatana, que va sorgir del Club Sportiu Ribas. El 7 de març de 1923, s'inaugura el primer camp de futbol a la ciutat, ubicat a la carretera de Sitges, que va sorgir de l'acord entre l'Ajuntament i l'entitat esportiva de la ciutat, la Unió Esportiva Ribatana, que va sorgir del Club Sportiu Ribas. Tanmateix, el creixement del poble i la seva capacitat agricola, fa que aquest camp no sigui definitiu. A l'inici dels anys 40 l'Ajuntament projecta una nova instal·lació esportiva situada en uns terrenys propietat de la família Puig Miret i coneguts com a Bosc de Plaça, que són inaugurats a la diada de Sant Pere de 1947 i són ampliats amb grades i vestidors el 26 de desembre de 1948. Tanmateix, la Unió Esportiva Ribatana deixa la seva activitat a partir de l'any 1952. el 1956, l'alcalde de la ciutat era el Sr. Miquel Bertran i Vidal, històric membre directiu del Club Sportiu Ribas (1918), que al costat d'un grup de joves de la ciutat, constituint-de forma forma el Club Deportivo Ribas (CDRIBAS) el 21 d'octubre de 1956. la primera junta del club la presideix Miquel Bertran i Vidal, alcalde de la ciutat i els senyors Bonaventura Roig, Josep Mª Ramos, Joan Baqués, Pere Boronat i Josep Mª Lumbreras.
El 1911 es funden el Club Esportiu Gironella, que obtingué el Campionat de l'Alt Llobregat, i el Centre d'Esports Súria, que fou campió de Catalunya de 3a categoria els anys 1926 i 1928. El 1912 es funda la S.D. Joventut Catòlica Obrera, de Sant Pere de Torelló, que el 1931 esdevingué UE Santperenca. El 1913 l'Esbarjo Marià Ausà a Vic. El 1915 el Club Futbol Torelló. I el 1916 el FC Puig-reig, el Club de Futbol Cardona, el CD Navàs i la AD Monistrolenca de Monistrol de Calders. A Berga, els primers clubs són el Football Club Berga (1913), Penya Queralt, Atlètic Berguedà, Centre Esports Berga i Unió Esportiva Berguedana.

### Desenvolupament a les comarques gironines
| Any  | Club                   |
| ---- | ---------------------- |
| 1909 | Sport Club Empordanès  |
| 1912 | Olot Deportiu          |
| 1913 | FC Banyoles            |
| 1913 | CF Pàtria de Cassà     |
| 1913 | Ateneu Deportiu FC     |
| 1913 | CD Blanes              |
| 1915 | CF Peralada            |
| 1919 | Agrupació Sport d'Olot |
| 1919 | UE Figueres            |

A Olot, es té notícies del primer matx de futbol el 1902, tot i que no és fins al 1912 que Joaquim Peris de Vargas i Joan Gamper funden l'Olot Deportiu. Paral·lelament apareix l'Sport Club Olotí (del Centre Catòlic de Can Morató). El 1919 neix l'Agrupació Sport d'Olot, per la fusió d'altres dos clubs, l'Sporting i el Renaixement Esportiu. El 13 d'agost de 1913 neix el FC Banyoles promogut per la Societat Foment de Cultura i Esport i que fou rebatejat Centre d'Esports Banyoles (1925) i CD Banyoles (1942). El mateix 1913 neixen el CF Pàtria de Cassà de la Selva, l'Ateneu Deportiu de Sant Feliu de Guíxols, format per membres de l'Ateneu Social de Sant Feliu, i el CD Blanes, fundat per estiuejants barcelonins, que eren majoritàriament de l'Espanyol, adoptant, així els colors blanc-i-blau. El 1915 es funda el CF Peralada.
A Figueres, els primers clubs apareguts foren l'Sport Club Empordanès (1909-14, amb samarreta vermella, més tard morada, i pantalons blancs) i el Club Figueres Sport (o Football Figueres, 1910-13, amb samarreta blau-grana i pantalons blancs). Tanmateix, el club més reeixit fou la UE Figueres, el 13-4-1919 per la fusió de l'Sport Club Català (1914, del Casino Menestral) i la Joventut Sportiva i Artística (1914, del Casino Sport Figuerenc) amb colors blanc i blau dels dos equips originaris. Altres equips més modestos a la ciutat foren l'Atlètic Club Figueres, el Casuals FC, el Emporium FC (1922), el Centre d'Excursions i Sports i el Racing Club Figueres (durant la guerra civil).

### Desenvolupament a les comarques tarragonines
| Any  | Club                   |
| ---- | ---------------------- |
| 1910 | FC Olímpic             |
| 1910 | Tarraco SC             |
| 1911 | FC Invencible          |
| 1911 | Universal FC           |
| 1911 | CF La Canonja          |
| 1912 | FC Oleastrum           |
| 1914 | Club Gimnàstic         |
| 1914 | Club Sporting Hispània |
| 1915 | Club Esportiu Amposta  |
| 1914 | Esport Club Tortosa    |
| 1917 | Reus Deportiu          |

A Tarragona funcionava des de 1886 el Club Gimnàstic, que al principi no practicava el futbol. El 1914, el FC Olímpic ingressà en el Club Gimnàstic, i en formà la secció de futbol. L'equip representava la dreta catalanista. Altres clubs a la ciutat a la dècada foren el FC Olímpic (1910-1914, amb samarreta vermella i pantaló negre), Tarraco SC (1910-1924, amb samarreta blanca i vermella i pantaló blanc, més tard Tarragona Sporting Club), FC Invencible (1911-1913, blanc-i-blau amb pantaló blanc), Universal FC (1911-1914, samarreta blava i pantaló negre) i el CF La Canonja (inicialment amb samarreta taronja, però en l'actualitat amb samarreta blanca i pantalona blaus), (1911, refundat el 1924).
El 29 de setembre de 1917, al CD Reus se li uniren el Club Velocipedista i el SC Olímpia passant-se a anomenar Reus Deportiu i fou acceptat a la FCF un any després. Altres clubs de la ciutat en els inicis del futbol foren l'Helvetia CE i l'Hèrcules.
L'expansió vers el sud català no s'atura. El 1912 neix el FC Oleastrum de Cambrils, el 1914 veu la llum a Valls el Club Sporting Hispània FC, que desapareixerà a principis dels anys 20, i que ja venia jugant partits uns anys abans, juntament amb el Valls FC, Germans St. Gabriel i Regiment de Cavalleria. A Amposta apareix el 1915 el Club Esportiu Amposta i el 1920, el Club de futbol l'Argentí, que més endavant es fusionaran, formant el CF Amposta. I pel que fa a Tortosa el futbol es remunta a l'any 1909, quan uns operaris anglesos que treballaven a la fàbrica de llum La Canadiense van introduir la pràctica del futbol. Els jugadors pertanyien a dues entitats, el Team Club, vinculat a la penya ciclista, i el Team Principal, del Teatre Principal. El 1914 trobem e l'Esport Club Tortosa, que el 1921 esdevé Imperial Tortosa Esportiu. Ja durant els anys vint trobem els clubs FC Ateneu (vinculat a l'Ateneu de Tortosa), l'Ibèric CF (vinculat al Patronat de la Sagrada Família i desaparegut el 1925), l'Hispano, el Dertusa FC (vinculat al Centre Unió Republicana) i la Penya Cervantes (del Bar Cervantes, també coneguda per Unió Esportiva Tortosa).

### Desenvolupament a les comarques lleidatanes
| Any  | Club                           |
| ---- | ------------------------------ |
| 1913 | Montserrat                     |
| 1914 | Football Club Lleida           |
| 1914 | FC Valira                      |
| 1915 | Associació Cultural Lleidatana |
| 1915 | CF Tremp                       |
| 1916 | UE Tàrrega                     |
| 1917 | Club Colonial                  |
| 1917 | Athlètic Metalúrgic            |
| 1918 | FC Joventut                    |
| 1918 | CF Bargussió                   |
| 1918 | CF Organyà                     |
| 1919 | Secció Esportiva Bellver       |
| 1919 | CF Pobla                       |
| 1920 | FC Minerva                     |
| 1920 | CF Bell-Puig                   |

A la ciutat de Lleida l'introductor del futbol fou cap a l'any 1910 el comerciant barceloní d'origen basc, Manuel Azoz. Els primers clubs dels quals es té constància foren el Montserrat (1913, dels germans maristes) i el Football Club Lleida (1914, que disputa els seus partits al Pla d'en Gardeny). Els seus primers partits foren en un triangular amb el CD Reus i el SC Olímpia de Reus, l'any 1915. El 1915 neix l'Associació Cultural Lleidatana (catalanista) i el 1917 trobem el Club Colonial i l'Athlètic Metalúrgic. Tots tres disputaven els seus partits al camp de Mart. El 1918 veu la llum el que serà millor club dels 20 a la ciutat, el FC Joventut (de la Joventut Republicana) que es dissolgué el 1927 a causa dels problemes econòmics que suposava el professionalisme. L'equip creà el 1919 el Camp d'Esports, unes instal·lacions que van ser modèliques a l'època i que després van aprofitar la resta de clubs de la ciutat.
El 1914 es constitueix el FC Valira a la Seu d'Urgell, llavor que el 1924 donà vida a la UE Urgellenca, després UE Seu d'Urgell. El 1915 és el moment del CF Tremp i el 1916 de la UE Tàrrega. El 1918 neix el CF Bargussió de Balaguer. També de 1918 és el C.F. Organyà. El 1919 apareix la Secció Esportiva Bellver i el CF Pobla. El 1920 trobem el FC Minerva (1920-24) a Vilanova de la Barca i el CF Bell-Puig. A Solsona ja trobem clubs el 1915, Joventut Catòlica, Club Pirenaic i Solsoní.
| Iluro SC | Granollers SC | Santfeliuenc | US Figueres | Gimnàstic T. | Reus Deportiu | Joventut Rep. |  |

## Anys 20: El futbol envaeix tot Catalunya

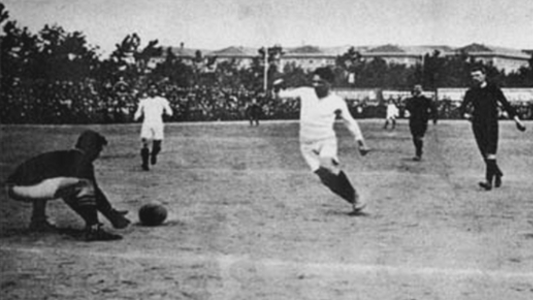
Camp del carrer Indústria

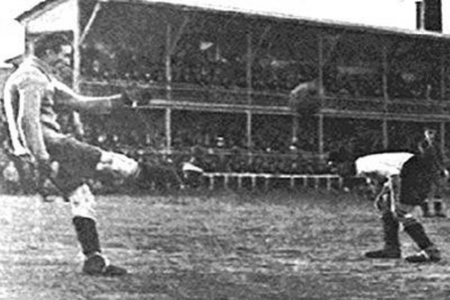
Camp del carrer Indústria

A partir de 1920 i fins a la Guerra Civil, el futbol aconsegueix a Catalunya una popularitat i una acceptació enormes. Els clubs apareixen i desapareixen amb molta rapidesa. A la dècada 1920-30 es clou el cercle del futbol a Catalunya. Ja hi ha futbol a tot el país. La rivalitat entre Espanyol i Barcelona és cada cop més forta i això fa que les passions es desfermin durant aquests anys. Dos figures mítiques destacaren: Ricard Zamora i Josep Samitier.
D'altra banda, l'any 1920 la selecció espanyola participa per primera vegada en una competició internacional, l'Olimpíada d'Anvers, on s'aconsegueix la medalla de plata. El primer seleccionador fou el català Paco Bru, i entre els jugadors escollits (seleccionats íntegrament de clubs catalans, bascos i gallecs) trobem els barcelonistes Ricard Zamora, Josep Samitier, Agustí Sancho i Félix Sesúmaga.
El 25 de desembre de 1921 s'inaugura l'Estadi Municipal de La Foixarda amb el partit Barcelona 2- Sparta de Praga 3. En el segon encontre jugat l'endemà el Barça guanyà per 2 a 0. El 20 de maig de 1929, amb motiu de l'Exposició Internacional a Barcelona, s'inaugura l'Estadi Municipal de Montjuïc, de gespa i amb capacitat per 80.000 espectadors. Per inaugurar-lo es decidí un programa mixt, amb un Espanya-Itàlia de rugbi, unes proves d'atletisme i un encontre de futbol entre la selecció catalana i el Bolton Wanderers. Vencé la selecció catalana, integrada per Zamora; Alcoriza, Walter; Martí, Solé, Castillo; Vantolrà, Samitier, Cros, Padrón i Parera, per 4 a 0. El 1922, el Nàstic inaugurà el seu camp a l'avinguda Catalunya. I els dos grans clubs de Catalunya inauguren, també, els seus estadis. El 20 de maig de 1922 el FC Barcelona inaugura el camp de Les Corts amb el partit que l'enfrontà al Saint Mirren i que vencé per 2 a 1. L'Espanyol feu el mateix el 18 de febrer de 1923 amb l'estadi de Sarrià amb el partit Espanyol 4 - Sants 1, del Campionat de Catalunya.
| Any  | Club                            |
| ---- | ------------------------------- |
| 1921 | FC Poble Nou                    |
| 1921 | CF Provençalenc                 |
| 1921 | CD Amèrica                      |
| 1921 | AE de les Corts                 |
| 1921 | UE Hostafrancs                  |
| 1921 | CD Victòria                     |
| 1922 | UE de Sants                     |
| 1922 | UA d'Horta                      |
| 1922 | UE Avant Fortpienc              |
| 1922 | CD Barcanona                    |
| 1922 | Sarrià Esportiu                 |
| 1922 | Sporting Martinenc              |
| 1922 | CD Filatures / CD Fabra i Coats |
| 1923 | CD Poble Sec                    |
| 1923 | CF Atlètic La Palma             |
| 1923 | CE Barcelonès                   |
| 1925 | UE Sant Andreu                  |
| 1926 | CE Sagrerenc                    |
| 1928 | UE Poble Sec                    |
| 1929 | CA Poble Nou                    |
| 1929 | CF Bordeta                      |

### Barcelona ciutat, l'expansió no s'atura

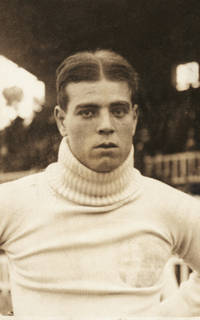
Ricard Zamora

Pel que fa als clubs a la capital catalana, el 1921 es funden el FC Poble Nou, CF Provençalenc, CD Amèrica, Agrupació Esportiva de les Corts, UE Hostafrancs i CD Victòria. El 1922 neixen dos equips històrics: la Unió Esportiva Sants, com a fusió del FC Internacional de Sants, el Centre d'Esports de Sants i dues entitats ciclistes; i la Unió Atlètica d'Horta. Altres clubs d'aquell any a Barcelona són la UE Avant Fortpienc, CD Barcanona, Sarrià Esportiu i Sporting Martinenc.
El 1923 es funden CE Barcelonès, Iris F.C. de Sants (fundat per Carles Comamala), C.D. Poble Sec i C.F. Atlètic La Palma. El 1924 apareix el Club Deportiu Sords-Muts, primer de la seva classe a Espanya, que es dissolgué al cap de dos anys per reviure com Centre Deportiu Silenciós.
El 13 de març de 1924 la selecció catalana juga contra la selecció espanyola al camp de Les Corts, guanyant la segona per 0 a 7
Aprofitant la clausura de Les Corts el 1925, quan en un homenatge a l'Orfeó Català fou xiulat l'himne espanyol, es va aprofitar a plantar-hi herba. El 24 de setembre de 1926 es disputa a Barcelona el primer partit en un camp d'herba: Barcelona 4 - Wiener Athletic Club 2.
Del 1922 hem d'esmentar el CD Filatures, que més tard originaria el CD Fabra i Coats (jugava amb samarreta a franges blanques i negres), el 1926 del CE Sagrerenc (fusió del FC Universal i el Casal Nacionalista Sagrerenc) i el 3-1-1928 es funda la UE Poble Sec, fruit de la unió del CF Purísima amb altres equips del barri (Margarit, i Rodas). El 1929 veu el naixement del Club Atlètic Poble Nou i el Club de Futbol Bordeta

### La regió metropolitana i la Catalunya central

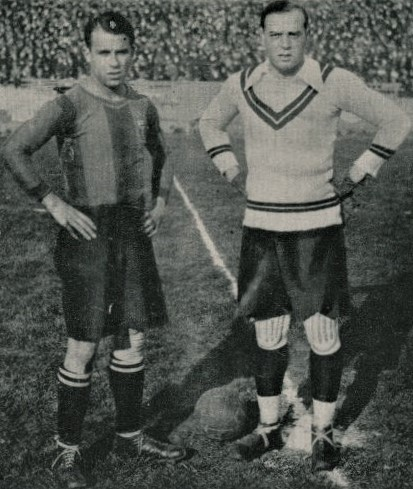
Zamora i Samitier.

El 1921 neixen el CF Ripollet (amb la fusió de la Societat Esportiva l'Aliança i el Club la Violeta, que existien des de 1917) i el Soviets FC, a Sabadell, que en ingressar a la Federació canvià el nom per FC Europa. A Vilassar de Dalt el 1921 neix el Vilassar FC (del Centre Vilassanès). Un altre grup del Centre Vilassanès va crear el FC Agrupació Nacionalista.
| Any  | Club                             | Any  | Club                   |
| ---- | -------------------------------- | ---- | ---------------------- |
| 1920 | CE Sallent                       | 1923 | FC Popular d'Arenys    |
| 1921 | CF Ripollet                      | 1923 | Atlètic Cornellà FC    |
| 1921 | Soviets FC                       | 1923 | FC Gramenet            |
| 1921 | Centre Esportiu Vilassar de Dalt | 1923 | UE Vilassar            |
| 1921 | Atlètic Gavà CF                  | 1923 | Voltregà CF            |
| 1921 | CF Santpedor                     | 1924 | CF Recreatiu Collblanc |
| 1922 | CD Adrianenc                     | 1924 | CD Viladecans          |
| 1922 | FC Artiguenc                     | 1924 | FC Fruitosenc          |
| 1922 | CF Argentona                     | 1926 | CD Olesa               |
| 1922 | UE Arenys                        | 1926 | CE Vilassar            |
| 1922 | Joventut Terrassenca FC          | 1926 | Joventut Bisbalenca CF |
| 1922 | Vic FC                           | 1928 | FC Gavà                |
| 1922 | CE Moià                          | 1929 | UE Colomenca           |

El 1922 a Sant Adrià sorgeix el CD Adrianenc, el FC Artiguenc de Badalona, CF Argentona, la UE Arenys d'Arenys de Mar i la Joventut Terrassenca FC. A Gavà, el 1921 es funda l'Atlètic Gavà CF, que duia samarreta blau marí i amb arrels el 1916, i el 1928 el FC Gavà, amb uniforme blau-grana.
El 1923 es funden el FC Popular (també d'Arenys de Mar), l'Atlètic Cornellà FC (successor del FC Cables Eléctricos (15-4-1923)), que el 1931 esdevé FC Cornellà, el FC Gramenet (en extingir-se el Centre d'Esports i que desapareixerà en acabar la dècada, duia samarreta de ratlles verticals blaves i grogues amb pantaló negre) i a Vilassar de Mar neix la UE Vilassar com a fusió de Vilassar FC i Racing FC.
El 1924 podem destacar l'aparició a L'Hospitalet de Llobregat del Club F. Recreatiu Collblanc; i la del CD Viladecans, el 1926 el Centre Dep. Olesa i el 1929 la de la UE Colomenca (a Santa Coloma de Gramenet) que desapareixerà el 1942. El 1926 com a fusió entre el Vilassar FC i l'Esbart FC neix el Centre d'Esports Vilassar a Vilassar de Dalt. Altres clubs menors de la ciutat foren la Penya Atlètica Vilassar (promoguda des dels rajolers) o la Penya Mac-Sennet cap als anys trenta.
Al Penedès del 1925 destaquen la UE Vilafranca, que aleshores es digué Penya Sabaté, en homenatge a Josep Sabaté, gran porter del Terrassa. El 1926 neix la Joventut Bisbalenca CF a La Bisbal del Penedès.
A la Catalunya central, la dècada dels 20 veu l'aparició el 1920 al Bages del Colònia Valls, als Valls de Torroella i el CE Sallent. El 1921 el CF Santpedor. I l'octubre de 1922 el Vic Football Club. També el 1922 neix el CE Moià. L'any 1923 trobem el Voltregà CF. El 1924 es funda el FC Fruitosenc de Sant Fruitós de Bages. En aquesta dècada també es consolida el Centre d'Esports Súria que havia nascut el 1911.
| Vic FC | CFR Collblanc | UE Colomenca | FC Gramanet | FC Artiguense |

### Per terres de Girona, Tarragona i Lleida
| Any  | Club                     | Any  | Club                 |
| ---- | ------------------------ | ---- | -------------------- |
| 1920 | Port-Bou EC              | 1922 | FC Catalunya de Reus |
| 1920 | Sporting Club Mollerussa | 1922 | Valls Deportiu       |
| 1921 | Farners Deportiu         | 1922 | Atlètic Vallenc      |
| 1921 | L'Escala FC              | 1923 | Guíxols Sport        |
| 1921 | Lloret FC                | 1923 | Deportiu Riudoms     |
| 1921 | CF Cassà                 | 1923 | Xerta CF             |
| 1921 | UD Girona                | 1923 | FC Lleida            |
| 1922 | Olot FC                  | 1924 | CF Tarraco           |
| 1922 | UD Cassà                 | 1924 | AE Lleida Calaveres  |
| 1922 | UD Tossa                 | 1925 | Falset Esportiu      |
| 1922 | FC La Jonquera           | 1927 | A.E.M.               |
| 1922 | Palafrugell FC           | 1928 | CE Solsona CF        |
| 1922 | UE Bisbalenca            | 1930 | UE Rapitenca         |

A les comarques gironines, el 1920 apareix el Port-Bou EC. El 1921 neixen el Farners Deportiu a Santa Coloma de Farners, L'Escala FC, Lloret FC (s'afilia a la federació el 1923, refundat el 1952), el CF Cassà, CE Gironí (que després esdevingué FC Ateneu Social Democràtic) i l'UD Girona (13 de febrer, en unir-se els elements del Centre Gironenc, hereus del dissolt Strong, amb altres entusiastes esportistes i que vestia groc i blau marí). El 1922 la UE Girona construeix l'estadi de Vista Alegre. En aquest any trobem, a més, l'Olot FC (nascut el 14 de maig per un grup dissident de l'Agrupació i que vestia de blau-grana), la UD Cassà, UD Tossa, FC La Jonquera, el Palafrugell FC i la UE Bisbalenca (més tard La Bisbal FC -29-32-, Centre E. Bisbalenc -34-36- CD la Bisbal -42-57- i Atlètic Bisbalenc de La Bisbal d'Empordà). El 1923 neix el Guíxols Sport.
A Tarragona ciutat continuen apareixent nous clubs, Stadium SC (1920-1926, samarreta verda i pantaló blanc), CF Blancafort (1921), Ràpid Vienès (1923, samarreta negra amb pantaló blanc), CF Tarraco (1924-1934, blanc-i-vermell amb pantaló blau), CF Venus (1926-1936, samarreta blava i pantaló blau), CF Lauria (1926-1932, blanc-i-blau amb pantaló blau), Escola de Treball (1927-1936). Pel que fa als camps de joc, als anys 20 es juga a La Glorieta (Tarraco), la Pedrera a la platja de l'Arrabassada (Tarragona), Velòdrom de la Pl. Progrés (Olímpic i d'altres) o al Velòdrom del carrer Estanislau Figueras.
L'any 1922 neix el FC Catalunya a Reus (fusió de dos agrupacions juvenils, la Unió Esportiva i el Català); que després fora FC Catalunya Nova, i passada la guerra civil es veié obligat a anomenar-se breument CD Nacional. També trobem la Penya Reddis. Tots aquests clubs convergiren a partir de 1942 en l'actual CF Reddis. A la ciutat de Valls trobem el Valls Deportiu (de la Joventut Nacionalista) i l'Atlètic Vallenc (Secció d'Esports del Centre d'Unió Republicana, que més tard s'anomenà Penya Sempre Avant). El 1923 es creen el Deportiu Riudoms i el Xerta CF i el 1925 el Falset Esportiu. A Sant Carles de la Ràpita, el futbol començà vers el 1918 i els primers clubs foren el SC Català (1921), FC Sant Carles (1923), FC Català (1924) i la UD Els Alfacs, tot i que el més reeixit és la UE Rapitenca (1930).
A Lleida ciutat la creació de clubs als anys 20 és nombrosa. Trobem el Dependents FC (1922, d'inspiració gremial i vida breu), el FC Lleidatà (obrerista, format per membres de l'antic Metalúrgic i que jugava al camp de Mart, abans de traslladar-se a Pardinyes), el FC Lleida (1923, pels mateixos fundadors de la Penya Deportiva Salvat i pròxims a la Lliga Regionalista, jugant els seus partits a Cappont, al camí vell d'Albatarrec) i el 1924 neix l'AE Lleida Calaveres (de la secció local del CADCI a Lleida, l'equip dels rics) desaparegut el 1939. Altres equips lleidatans de menor importància són el CF Ilerda, el Núria, l'Sporting i l'Atlètic. I el 1927 destacarem l'A.E.M. (que des del 1952 fou filial de la UE Lleida). A Mollerussa, trobem el 1920 el primer club de futbol de la ciutat, el Sporting Club Mollerussa, que es fundà oficialment el 1923, abans de desaparèixer a finals de la dècada. El 1928 que es crea el CE Solsona CF desaparegut el 1932 i refundat el 1933.
Qualsevol poble, per petit que fos, tenia el seu club de futbol.
| US de Sants | UA d'Horta | US S. Andreu | UE Poble Sec | FC Palafrugell | UD Girona | FC Lleida |  |

## Anys 30: Temps de república
Els anys 30 s'inicien a Catalunya amb un fet polític cabdal, l'aparició de la República. Això provocarà alguns canvis com la pèrdua del títol de reial a l'Espanyol o l'adopció de l'antic nom de l'Avenç per a la UE Sant Andreu. Entre els fets més destacats de la dècada cal destacar que a la temporada 1935-36 prengueren comiat els colossos Josep Samitier (el 19 de gener de 1936 amb un FC Barcelona 1 - Stade Nice 1) i Ricard Zamora (el 23 de febrer de 1936, a Montjuïc, amb un Espanya 1 - Alemanya 2).
El 14 de febrer de 1934 la selecció catalana juga contra la selecció espanyola al camp de Les Corts, guanyant la segona per 0 a 2
| Any  | Club                           |
| ---- | ------------------------------ |
| 1931 | Catalunya FC                   |
| 1931 | CF Sitges                      |
| 1932 | Joventut Esportiva Tres Torres |
| 1933 | AEC Manlleu                    |
| 1934 | SD Espanya Industrial          |
| 1934 | CD Arenas                      |
| 1934 | CE Sant Celoni                 |
| 1934 | CD Prat                        |
| 1936 | Centre d'Esports Vilanova      |
| 1936 | CF Quintinenc                  |
| 1939 | CA Ibèria                      |
| 1939 | CE Mataró                      |
| 1939 | UD Prat                        |
| 1939 | CF Igualada                    |
| 1939 | UD Hospitalet                  |

### Nous clubs a les comarques de Barcelona
A Barcelona ciutat destacaren el naixement de clubs com la Joventut Esportiva Tres Torres (1932), CD Arenas (1934) i el Club Atlètic Ibèria (1939, fusió dels club Port, Portense i Santiveri). El primer d'agost del 1934 es fundà la SD Espanya Industrial (que vestia colors blanc-i-blaus), com a secció esportiva de la factoria del mateix nom. L'equip va destacar a les diverses categories on participà, fins que el 1949-50 es proclamà campió de categoria regional i passà a la categoria nacional a Tercera Divisió, el 1952 a Segona, i d'aquí fins a primera divisió. I l'Europa es fusiona amb el Gràcia FC per formar el Catalunya FC, durant una temporada (1931, samarreta de color vermell).
A principis dels anys 30 a Terrassa trobem el Monumental FC, l'Atlètic FC i el CD Catalunya. El 1933 el FC Badalona es fusiona amb el FC Artiguenc i esdevé Sport Club Badalona. Tres anys més tard, el club inaugura el seu estadi a l'Avinguda Navarra. El 1934 neix el CE Sant Celoni, i el 1939 sorgeix el C.E. Mataró, com a continuador de l'Iluro, amb els mateixos colors groc i negre. Al Prat de Llobregat, el 1939 es fundava la UD Prat, precedent de l'actual AE Prat, i que havia sorgit fruit de la unió dels dos clubs anteriors de la població: el CD Prat (que havia estat fundat el 1934) i el CD Internacional (1935).
A les comarques del sud de Barcelona a la dècada dels 30 a Vilanova i la Geltrú trobem el Ràpid Club Vilanova, CF Marina i Joventut Esportiva, però els clubs més destacats són el Centre d'Esports Vilanova i el FC Catalunya, que poc abans de la guerra es fusionaren per formar el Centre d'Esports Vilanova (1936), que desapareixeria el 1950. També existiren l'Hèrcules Esportiu Vilanoví, la Penya Obrera i el CE Wamba (de la Pirelli). Del 1931 al 1943 el club de la vila de Sitges és el CF Sitges. Altres clubs menors són la Penya Oriente, el Club Maricel o la Penya Coca-Cola. El 1936 neix el CF Quintinenc a Sant Quintí de Mediona. I a Igualada, el 1939, es funda el CF Igualada de Educación y Descanso, que el 1944 perdé l'afegitó falangista per esdevenir l'actual CF Igualada. Els colors del club foren el blau i blanc de la Penya Goya.
A Manlleu, el 1914 es disputà el primer partit a la vila entre el col·legi Sagrat Cor i els Esperantistes, tot i que no és fins al 15 d'agost de 1933 que es produeix la fundació oficial de l'AEC Manlleu.

### Nous clubs a la resta de Catalunya
| Any  | Club               |
| ---- | ------------------ |
| 1930 | Girona FC          |
| 1930 | CE Joventut Lleida |
| 1930 | FC Mollerussa      |
| 1931 | UE Campdevànol     |
| 1932 | CD La Cava         |
| 1936 | CE Ceretà          |
| 1939 | UE La Jonquera     |
| 1939 | UE Olot            |

El 25 de juliol de 1930 es funda el Girona FC, sobre les cendres del recent desaparegut UE Girona. El 1931 neix la UE Campdevànol (fusió d'Europa i Campdevanolenc). Cap al 1936 neix el CE Ceretà a Puigcerdà. El 1939 neix la UE La Jonquera i l'Olot FC és rebatejat amb el nom de UE Olot i és obligat a adoptar el color blanc, però després de demanar-ho amb insistència li és permès recuperar els seus colors blau i grana el 1956.
A Tarragona trobem l'Orfeó Tarragoní i el Ràcing Català (1935-1937, amb samarreta morada i pantaló blanc). A les terres de l'Ebre el 1932 neix el CD La Cava.
El 1930, el Lleida FC passa a anomenar-se Club Esportiu Joventut, desapareixent el 1935. El 1930 s'afilia a la FCF el FC Mollerussa, que a partir de 1950 passà a denominar-se, l'actual, CF Joventut Mollerussa.
| Girona FC | CE Mataró | Esp. Industrial | UD Hospitalet |  |

## Anys 40: Lent despertar i molts canvis durant la post-guerra
| Any  | Club                    |
| ---- | ----------------------- |
| 1939 | Lleida Balompié         |
| 1940 | CD Tortosa              |
| 1941 | Centre Esportiu Roda    |
| 1941 | CD Leridano             |
| 1942 | FC Andorra              |
| 1943 | Unió Esportiva Vic      |
| 1943 | AD Guíxols              |
| 1943 | CA Cardona              |
| 1944 | CF Ripoll               |
| 1944 | CE Portbou              |
| 1945 | UE Catalunya            |
| 1945 | UD Atlètica Gramenet    |
| 1945 | AE Prat                 |
| 1945 | CF Arenys               |
| 1945 | AD Balaguer             |
| 1945 | CD Sitges               |
| 1946 | UE Sitges               |
| 1946 | UA Collblanc            |
| 1946 | Club Olímpic La Garriga |
| 1946 | UE Llagostera           |
| 1946 | CF Solsona              |
| 1947 | UE Esplugues            |
| 1947 | Gimnàstica Iberiana     |
| 1947 | CA Barcelonès           |
| 1947 | UE Torredembarra        |
| 1947 | UE Lleida               |
| 1948 | UE Castelldefels        |
| 1948 | Club Gimnàstic Manresa  |
| 1948 | CE Calafell             |
| 1949 | Atlético Club Baronense |
| 1949 | CE Barcino              |
| 1949 | CA Rubí                 |

Acabada la Guerra Civil, es reprengué l'activitat futbolística. Es produïren molts canvis. La guerra va afectar la gran majoria de clubs catalans, terrenys de joc i seus destrossats, jugadors morts o exiliats, etc. Alguns equips havien desaparegut i n'havien aparegut d'altres. Va desaparèixer el campionat de Catalunya i es produí una febre en contra de qualsevol nom que sonés a estranger o a català que provocà el canvi de nom de molts clubs. Els Athletic passaren a dir-se Atléticos, el Racing i l'Sporting passaren a anomenar-se Real Santander i Real Gijón i a Catalunya es traduí amb molts canvis de nom entre els que podem esmentar els següents:
- el Futbol Club Barcelona passa a anomenar-se Barcelona Club de Fútbol.
- la UE Sant Andreu, entre 1939 i 1980 és anomenada CD San Andrés.
- el FC Martinenc, del 1939 al 1975 hagué d'anomenar-se UD San Martín.
- el FC Terrassa, és anomenada CD Tarrasa fins al 1969.
- el Granollers Sport Club el 1939 es reanomenà CD Granollers fins a mitjan des 80 on adoptà Esport Club Granollers.
- El FC Santboià fou anomenat CF Samboyano del 1940 al 1977.
- un cas paradoxal fou el del CE Júpiter que durant un any fou obligat a dir-se CD Hércules i fou prohibit el seu escut per pro-catalanista.

### Naixements i refundacions al futbol català de post-guerra
A Barcelona ciutat el 1945 es crea la UE Catalunya, el 1947 el CA Barcelonès i el 1949 l'Atlético Club Baronense, del barri de Can Baró, i el CE Barcino. Aquest darrer any, el CE Júpiter canvià de barri, de Poblenou a la Verneda.
A la regió metropolitana, el 1945 neixen la UD Atlètica Gramenet, l'AE Prat i el C. de F. Arenys. L'any següent apareix la U. At. Collblanc i el Club Olímpic La Garriga, el 1947 la UE Esplugues, el 1948 la UE Castelldefels, el 1949 el C. At. Rubí.
A la Catalunya central i al Penedès el 1941 neix el Centre Esportiu Roda, a Roda de Ter. El 1943 es fusionen l'Esbarjo Marià Ausà i el Vic FC per formar la Unió Esportiva Vic i neix el C. At. Cardona. El 1945 neixen el CD Sitges i el Maricel Atlètic Club, que el març del 1946 es fusionen per formar la UE Sitges. El 25 d'agost del mateix any inaugurà l'Estadi Municipal d'Aiguadolç. El 1948 apareixen el Club Gimnàstic Manresa i el CE Calafell.
Als anys 40 a les terres gironines aparegueren l'AD Guíxols (1943), CF Ripoll (1944), CE Portbou (1944), UE Llagostera (1946) i CD Girona (1946, que més tard esdevindrà filial del Girona FC). El 1940 es funda el CD Tortosa, equip que assolí grans èxits la dècada dels 40 amb jugadors com José Otero, Pepe Torres, Manolo Adell i Pahuet. El 1947 apareix la UE Torredembarra. A Reus apareix l'Atlètic Club Reus.
En acabar la guerra el futbol lleidatà inicia una reorganització. El 1939, elements de l'AE Lleida Calaveres, el Lleida Sport Club i l'AEM funden el Lleida Balompié. El 1944 l'AEM se separa del Lleida Balompié. D'altra banda, el 1941 els militars vencedors de la guerra formen el CD Leridano. La rivalitat entre els dos equips fou forta. Mentre el Balompié tenia més socis i millor plantilla, el Leridano disposava de més diners i del Camp d'Esports. Finalment, el 9-3-1947 ambdós clubs es fusionaran per esdevenir Unió Esportiva Lleida, que mantindrà la samarreta blava i pantalons blancs del Balompié. En fou primer president Eduard Estadella.
El 15 d'octubre de 1942 es fundà el FC Andorra, a l'escalf del col·legi Meritxell. El 1943 neix el Club Deportivo Bordeta, actualment Unió Esportiva Bordeta, disputant els partits al camp del "Xoperal" a la crt. de Corbins. El 1945 neix l'AD Balaguer, que el 1960 es reanomena com a CF Balaguer. El 1946 es refunda el CF Solsona.
El 19 d'octubre de 1947 la selecció catalana juga contra la selecció espanyola al camp de Sarrià, guanyant la primera per 3 a 1
| UDA Gramenet | UE Lleida | FC Andorra |  |

## Anys 50: Kubala i l'època daurada blaugrana

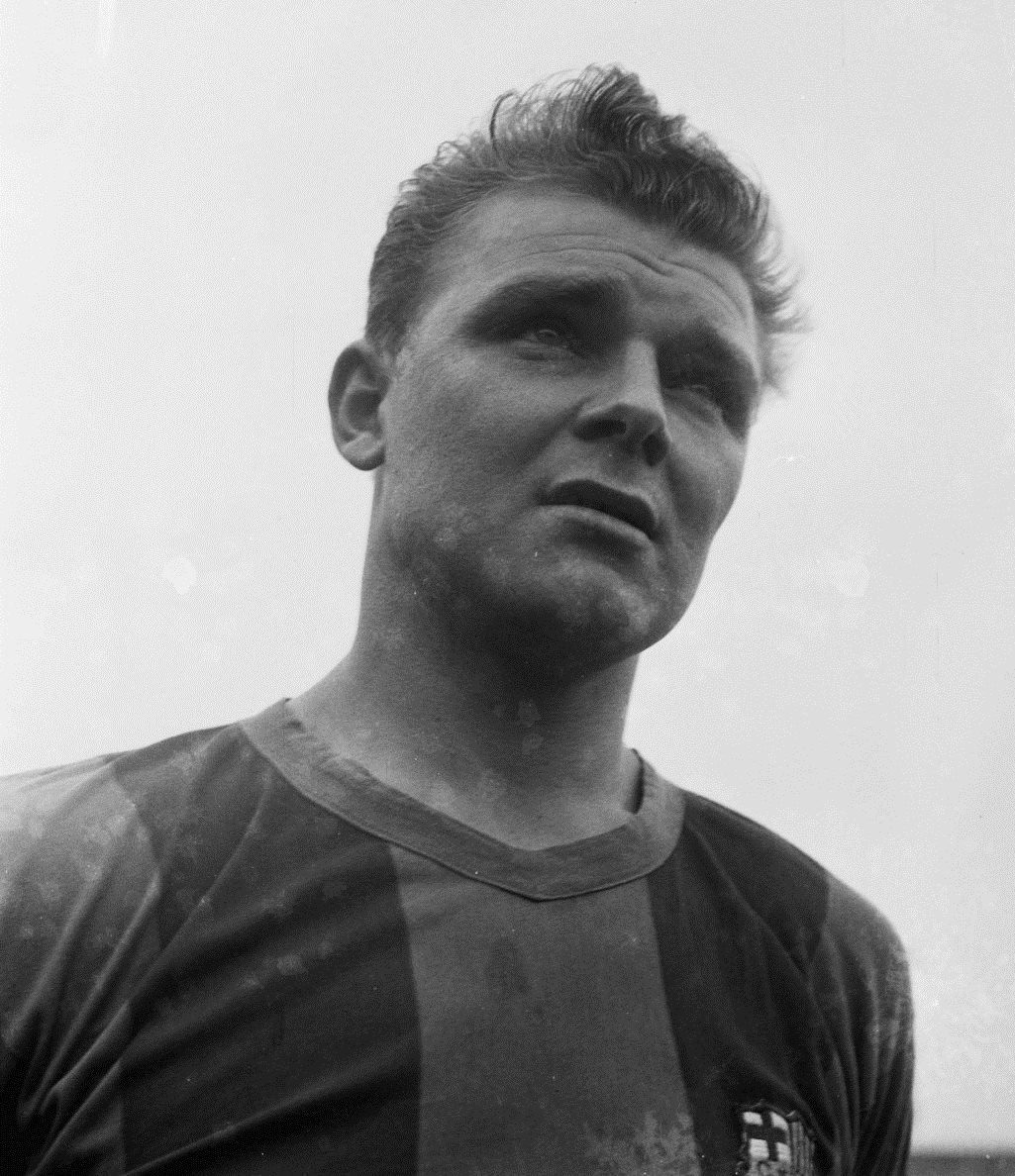
Ladislau Kubala

Amb motiu dels esdeveniments polítics del centre d'Europa, molts futbolistes s'exiliaren dels seus països. Sota la direcció de Ferran Daucik, arribà a Catalunya un equip anomenat Hungaria que disputà dos partits contra l'Espanyol guanyant 6 a 4 en un i perdent 4 a 2 en l'altre. El Barça aconseguí el fitxatge del millor jugador d'aquell equip, Ladislau Kubala, i del seu entrenador Daucik. Amb aquest fitxatge era col·locada la primera pedra d'una de les èpoques més esclatants de l'historial esportiu del club blau-grana
i que portà el 24 de setembre de 1957 a la inauguració del Camp Nou, amb l'encontre FC Barcelona 4 - Selecció de Varsovia 2.
El 1955 es juguen a Barcelona els jocs del Mediterrani. Pel que fa a la competició de futbol hi participen Espanya, França, Egipte i Síria. Espanya hi participa amb un equip d'afeccionats de majoria catalana. Els catalans foren Joanet (Espanyol) i Ginesta (Mataró) com a porters; Simó (Barcelona) i Olivella (Barcelona) com a defenses; Vergés (Barcelona), Salas (Espanya Industrial) i Muñoz (Sabadell) com a mitjos, i Calvet (Barcelona) i Ruiz (Espanyol) com a davanters. Llevat d'en Ginesta, tots resultaran professionals a primera divisió. Espanya guanyà França (2-1) i Síria (3-0), però empatà amb Egipte (1-1) que s'emportà el títol.

### Més clubs a Catalunya
| Any  | Club                          |
| ---- | ----------------------------- |
| 1950 | CD Santa Eulàlia              |
| 1950 | Atlètic Badaloní              |
| 1950 | UB Catalònia                  |
| 1951 | CF Vilanova i la Geltrú       |
| 1951 | CF Reus Deportiu              |
| 1951 | CF Olesa                      |
| 1951 | UE Cornellà                   |
| 1953 | CF Hèrcules                   |
| 1953 | Comerç Creu                   |
| 1954 | CF Damm                       |
| 1956 | CD Comtal                     |
| 1957 | Centre d'Esports L'Hospitalet |
| 1957 | Cultural Torreforta           |

El 1954 neix el CF Damm, club de referència del futbol base català. Al començar la temporada 1956-57, l'Espanya Industrial canvia el seu nom pel de CD Comtal. L'equip jugava a Les Corts, i portava samarreta blava amb dues franges diagonals blanques. Per celebrar el seu ingrés a primera divisió disputà dos partits amistosos contra el São Cristóvão (2-2) i l'Orientale de Lisboa (6-2).
El 1950 es funda l'Atlètic Badaloní i la UB Catalònia. El 1951 es funda el CF Olesa i el 29 d'abril del mateix any neix la UE Cornellà en fusionar-se el FC Cornellà amb l'Acadèmia Junyent i l'Atlètic Padró. El 1968 se li uneix el Sant Miquel. El 1953 a Sabadell es funda el Comerç Creu. El 1957 neix el Centre d'Esports L'Hospitalet amb la fusió de diferents equips de la ciutat: UD Hospitalet (1939 ex Hospitalenc SC), CD Santa Eulàlia (1950) i CF Hèrcules (1953, unió de CF Torrassenc (1917), CF Recreatiu Collblanc (1924) i CF Tecla Sala (1944)). L'equip jugà al Municipal de l'Hospitalet (1958) abans de l'actual Municipal de la Feixa Llarga (1999).
L'any 1951 apareix el CF Vilanova i la Geltrú. A meitats dels anys 40, amb l'augment del professionalisme, el Reus Deportiu va sofrir una important crisi econòmica que el va portar, el 1951 a separar-se en dues entitats, el CF Reus Deportiu, dedicat només a la pràctica del futbol, i el Reus Deportiu amb totes les altres seccions. El 1950 es crea el CF Hèrcules, també a Reus. El 1957 es funda la Cultural Torreforta de Tarragona (amb samarreta blava i pantalons blaus). També apareix el CF Portal Nou a Valls, club que també va acabar desapareixent.
| CD Comtal | Fabra i Coats | CD S. Eulàlia | CF Hèrcules | CE Hospitalet |  |

## Anys 60: Anys de transició
| Any  | Club                    |
| ---- | ----------------------- |
| 1960 | FC Cambrils             |
| 1960 | Cultural Bonavista      |
| 1964 | Blanca Subur Sitges     |
| 1964 | UE Cerdanyola de Mataró |
| 1964 | UE Avià                 |
| 1965 | Atlètic Catalunya       |
| 1967 | Barcelona Amateur       |
| 1967 | CF Sant Roc             |
| 1968 | Atlètic de Manresa CF   |

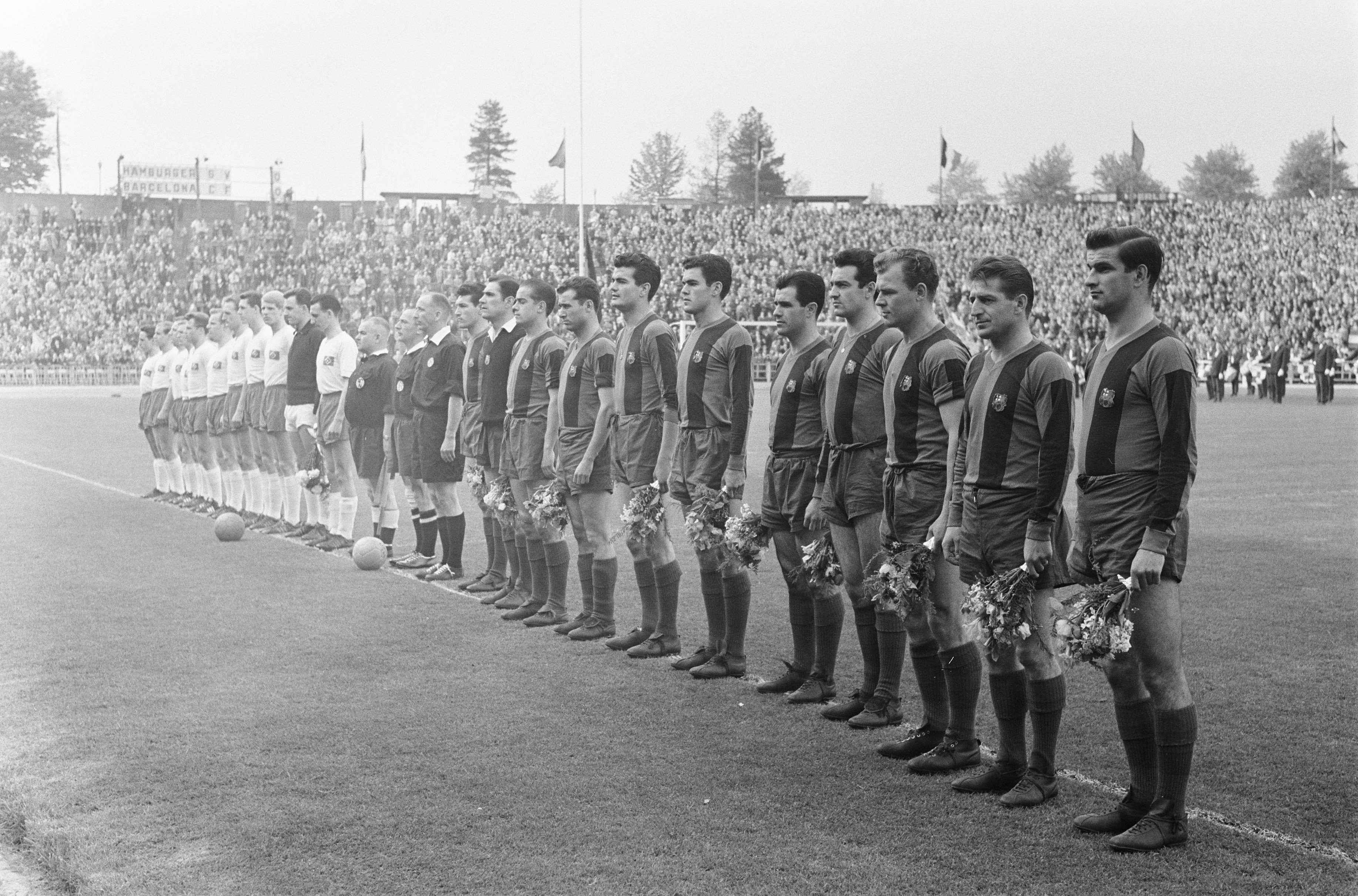
Alineacions del partit FC Barcelona-SV Hamburg l'any 1961

El 1964 es disputa la II Copa d'Europa de Nacions. La fase final es jugà a Espanya i a Barcelona es disputaren la meitat de partits, la semifinal entre la Unió Soviètica i Dinamarca (3-0) i el partit per 3r i 4t lloc entre Hongria i Dinamarca (3-1).
Cal destacar la temporada 1965-66 com un autèntic rècord per al futbol català, puix el Principat té 3 equips a Primera (Barcelona, Espanyol i Sabadell) i 5 a segona (L'Hospitalet, Europa, Badalona, Lleida i Comtal). A més, també juguen a Primera València, Elx i Mallorca. La temporada següent es manté la proporció, amb l'únic canvi de l'Hèrcules pel Mallorca a Primera. La temporada 1967-68 es juga un partit d'homenatge nacional a en Ricard Zamora, on la selecció espanyola perdé 3 a 0 contra una selecció internacional.
Pel que fa a l'aparició de clubs catalans, el 1965 neix l'Atlètic Catalunya, successor del Fabra i Coats, després d'estrènyer llaços amb el Barcelona. L'equip canvià l'uniforme per un de blau-grana, amb les franges més estretes que les del Barça i pantaló blau. El Comtal canvià també el seu uniforme, vestint de blau-grana entre el 1968 i el 1970. El 1967 neix un nou filial, el Barcelona Amateur.
El 1964 es crea l'escola de futbol Blanca Subur a Sitges i es funden UE Cerdanyola de Mataró i la UE Avià. El 1967 es funda el CF Sant Roc a Badalona. El 10 de juliol de 1968 es funda l'Atlètic de Manresa CF.
El 1960 apareix el F.C. Cambrils, la Cultural Bonavista (blanc-i-vermell amb pantaló negre) i el 1968 es funda el CF Santos (desaparegut el 1978, blanc-i-negre amb pantaló blanc), aquests dos darrers a Tarragona. Durant la dècada, a Reus trobem el CF Immaculada, Barri Montserrat, Sant Josep Obrer i Pastoreta. El 1969 el Nàstic inaugurà instal·lacions a uns terrenys de la Bulladera, a prop de l'Arrabassada (el Nou Estadi).
| CD Comtal | At. Catalunya |  |

## Anys 70: Restabliment democràtic
| Any  | Club                        |
| ---- | --------------------------- |
| 1970 | Barcelona Atlètic           |
| 1972 | UD Sant Pere i Sant Pau     |
| 1973 | CF Sant Cugat Sesgarrigues  |
| 1975 | CF Suburense                |
| 1977 | CF Calders                  |
| 1979 | CF Sant Vicenç de Castellet |

El 31 d'octubre de 1973, es juga al Camp Nou el Dia Mundial del Futbol amb l'encontre 'selecció d'Europa' 4-'selecció d'Amèrica' 4. La temporada 1976-77 es produí un fet destacat, pel que fa al futbol català, com fou la primera retransmissió en català d'un partit de futbol del Barça a càrrec de Joaquim Maria Puyal, a Ràdio Barcelona.
El 14 d'agost de 1970 s'inaugura l'estadi municipal de Montilivi a Girona amb el partit Barcelona 3-Girona 1. Els dies 15 i 16 es disputà la primera edició del Torneig Costa Brava. El Reus Deportiu, l'octubre de 1977, inaugurà el Camp Nou, al carrer Alcover.
L'estiu del 1970 el FC Barcelona decideix la fusió del CD Comtal i de l'Atlètic Catalunya, i així neix el Barcelona Atlètic.
Als anys 70 neix el CF Corbera com a fusió de l'Agr. F. Corbera i la Unió Corbera (ambdós dels anys 30). El 1973 apareix el CF Sant Cugat Sesgarrigues i el 1975 neix el CF Suburense a Sitges. L'any 1977 neix el CF Calders, de Calders (Moianès), i el 1979 neix el CF Sant Vicenç de Castellet.
El 1972 apareix la UD Sant Pere i Sant Pau amb samarreta verda i vermella i pantaló blanc), el 1974 el CF Sant Salvador (verd amb pantaló blanc) a Tarragona.

## Anys 80: El Campionat del Món es juga a Catalunya
| Any  | Club                      |
| ---- | ------------------------- |
| 1980 | Unió Esportiva Valls      |
| 1980 | Atlètic Campclar          |
| 1981 | FC Cristinenc             |
| 1982 | FC Atlètic de Valls       |
| 1987 | UE Deltebre               |
| 1989 | Unió de l'Esport Badaloní |

El 13 de juny de 1982 es produeix un esdeveniment històric al Camp Nou, la cerimònia i l'encontre inaugural del Mundial d'Espanya 1982 que disputaren Argentina i Bèlgica. A més d'aquest partit, es jugaren partits de la segona fase, tant al Camp Nou com a Sarrià (entre ells l'inoblidable Brasil-Itàlia). Aquests foren els partits:
- Primera fase:
- Camp Nou: Argentina 0-1 Bèlgica (13 de juny, 95.000 espectadors)
- Segona fase:
- Camp Nou: Polònia 3-0 Bèlgica (28 de juny, 65.000 espectadors)
- Camp Nou: Bèlgica 0-1 Unió Soviètica (1 de juliol, 45.000 espectadors)
- Camp Nou: Polònia 0-0 Unió Soviètica (4 de juliol, 65.000 espectadors)
- Sarrià: Itàlia 2-1 Argentina (29 de juny, 43.000 espectadors)
- Sarrià: Argentina 1-3 Brasil (2 de juliol, 44.000 espectadors)
- Sarrià: Itàlia 3-2 Brasil (5 de juliol, 44.000 espectadors)
- Semifinal
- Camp Nou: Polònia 0-2 Itàlia (8 de juliol, 50.000 espectadors)

El 29 d'agost de 1989 s'inaugura el Nou Estadi Municipal de Palamós amb un partit entre el Palamós i el Barcelona.
El 1989 es funda la Unió de l'Esport Badaloní, amb el nom de FC TUBSAL.
Als anys 80 neixen a Valls dos clubs, la Unió Esportiva Valls i el F.C. Atlètic de Valls (1982). El 1980 es funda l'At. Campclar (samarreta verda i pantaló blanc) a Tarragona i el 1987 neix la UE Deltebre. I a Santa Cristina d'Aro neix FC Cristinenc (1981).

## Anys 90: Els Jocs Olímpics i la Copa d'Europa
| Any  | Club                        |
| ---- | --------------------------- |
| 1994 | RCD Espanyol B              |
| 1991 | CFA Espluguenc              |
| 1993 | CF Mollet-Fliselina         |
| 1995 | UDA Gramenet-Milan          |
| 1996 | Fundació Esportiva Figueres |
| 1996 | CF Sort                     |

L'estiu del 1992 es produeix l'acte esportiu més important celebrat fins aleshores a Catalunya. Es tracta de la celebració dels Jocs Olímpics a Barcelona. El futbol català hi fou representat mitjançant la selecció espanyola, que aconseguí la medalla d'or. Els ors olímpics catalans foren per Toni Jiménez, Albert Ferrer, Pep Guardiola i Antoni Pinilla. Es jugaren partits a la Nova Creu Alta, a Sarrià i al Camp Nou, com també a Saragossa i València. L'any olímpic és, a més, l'any en què la màxima competició europea de clubs ve a Catalunya, la Copa d'Europa. En la final, disputada al Wembley Stadium de Londres el 20 de maig el FC Barcelona derrota la Sampdoria de Gènova per 1 a 0 aconseguint el trofeu.
El 1994 s'inaugura el Nou Camp Municipal de Santa Coloma (Can Peixauet). El 7 de novembre de 1995, es juga al Camp Nou un encontre amistós entre la 'selecció d'Europa' i la 'selecció d'Amèrica' a benefici de l'UNICEF. El resultat final fou 3 a 4 a favor d'Amèrica. Marcaren De la Torre, Romário (3), Stoitxkov, Arteaga i Korneiev. Com a representants del futbol català jugaren Abelardo, Amor, Guardiola, Prosinecky i Arteaga; així com ex jugadors de Barça i Espanyol com Romario, Stoitxkov, Korneiev, Koeman i Schuster.
El 2 de setembre de 1998 es disputa al Nou Estadi Municipal de Palamós l'acte central de commemoració del Centenari del club riberenc amb un partit de futbol entre el FC Palamós i el FC Barcelona (0-2). També s'enfrontà CSKA de Moscou (3-3-1998) i el 14 d'agost de 1999 es disputa el darrer acte del centenari del club degà amb l'encontre FC Palamós 1-RCD Espanyol 4. És el primer centenari del futbol català. El 28 d'abril de 1999 es disputa el partit central del centerani del FC Barcelona entre la selecció del Brasil i l'equip blau-grana. El resultat final és 2 a 2.
Degut a les noves normes de la RFEF sobre equips filials els dos filials blau-granes canvien el seu nom passant a denominar-se FC Barcelona B (1991) i FC Barcelona C (1993). El 1994 es crea el RCD Espanyol B, filial blanc-i-blau, en absorbir els drets del FC Cristinenc. El 1995, l'Espanyol modifica lleugerament el seu nom i passa a nomenar-se Reial Club Deportiu Espanyol de Barcelona S.A.D..
El 1991 la Unió Esportiva Esplugues es fusiona amb l'altre club de la ciutat, la UE Rayo Esplugues, naixent el FA Espluguenc. El 1993 el CF Mollet es fusiona amb la Fliselina, formant-se el CF Mollet-Fliselina. El 1995 la UDA Gramenet es fusiona amb l'UD Obreros i amb el Milan CD i adopta el nom UDA Gramenet-Milan. L'antic Milan passa a ser el filial UDA Gramenet B. El 1996 es crea la Fundació Esportiva Figueres i neix el CF Sort. El 1997 el FC Vilafranca es fusiona amb l'Atlètic Vilafranca que passa a ser el seu filial.

## Anys 2000: El futbol català centenari
| Any  | Club                       |
| ---- | -------------------------- |
| 2002 | CF Badalona                |
| 2002 | CF Martorell               |
| 2003 | UE Sabadell Nord           |
| 2003 | UE Sabadellenca            |
| 2005 | AE Unificació Badalona Sud |

A les darreries del Segle XX es commemorà el centenari dels dos primers clubs catalans, Palamos i Barça. A partir de l'any 2000 la llista de clubs centenaris s'eixampla. El 14 de novembre de 1999 es disputa a l'estadi Olímpic de Montjuïc el partit que inaugurava els actes del centenari del RCD Espanyol en el qual es derrota la selecció argentina per 2 a 0.
El 23 d'agost de 2003 es disputa a la Nova Creu Alta el torneig del centenari del CE Sabadell amb la participació de Barcelona B, FC Terrassa i R. Madrid B i triomf final del Sabadell a la final davant del Barça B per 1 a 0 i el 9 de desembre de 2003 es disputa el partit del centenari contra el FC Barcelona amb victòria blau-grana per 1 a 3. L'11 de setembre del 2003 es disputa a l'Avinguda Navarra el partit commemoratiu del centenari del CF Badalona en el qual el club derrotà el Mallorca per 2 a 1.
El 2002 el CF Badalona i la Unió de l'Esport Badaloní es fusionen adoptant el nom del primer i els colors blau escapulat blanc (del Badalona) amb detalls grocs (de la Unió). El mateix any neix el CF Martorell en fusionar-se l'Sporting Martorell i la UE Martorell. El 2003 el futbol modest sabadellenc es reestructura, naixent dos nous clubs, la UE Sabadell Nord (fusió de CF San Julián i CF UD Ca N'Oriac Royal) i la UE Sabadellenca (fusió de Peña Los Merengues Club, Comerç Creu, Campoamor i Espronceda). El 2005 neix l'AE Unificació Badalona Sud, en unir-se CF Sant Roc i UD Artiguense.

## Anys 2020: El futbol català postCOVID-19
El 15 de maig de 2025, durant el derbi barceloní, un accident de cotxe a Barcelona del 2025 va deixar 20 ferits.

## Jugadors famosos
Vegeu Futbol a Catalunya#Jugadors destacats